# 18. Dezember
Der 18. Dezember ist der 352. Tag des gregorianischen Kalenders (der 353. in Schaltjahren), somit bleiben 13 Tage bis zum Jahresende.

## Ereignisse

### Politik und Weltgeschehen
- 218 v. Chr.: In der Schlacht an der Trebia im Zweiten Punischen Krieg besiegen die Karthager unter Hannibal das von Tiberius Sempronius Longus befehligte römische Heer.
- 1118: Das Heer von Alfons I. erobert im Rahmen der Reconquista nach längerer Belagerung die von den Mauren gehaltene Stadt Saragossa. Der König bestimmt den Ort zur neuen Hauptstadt von Aragonien.
- 1393: In Znaim verbünden sich der ungarische König Sigismund, Jobst von Mähren und der Habsburger Albrecht III. von Österreich gegen den böhmischen und römisch-deutschen König Wenzel.

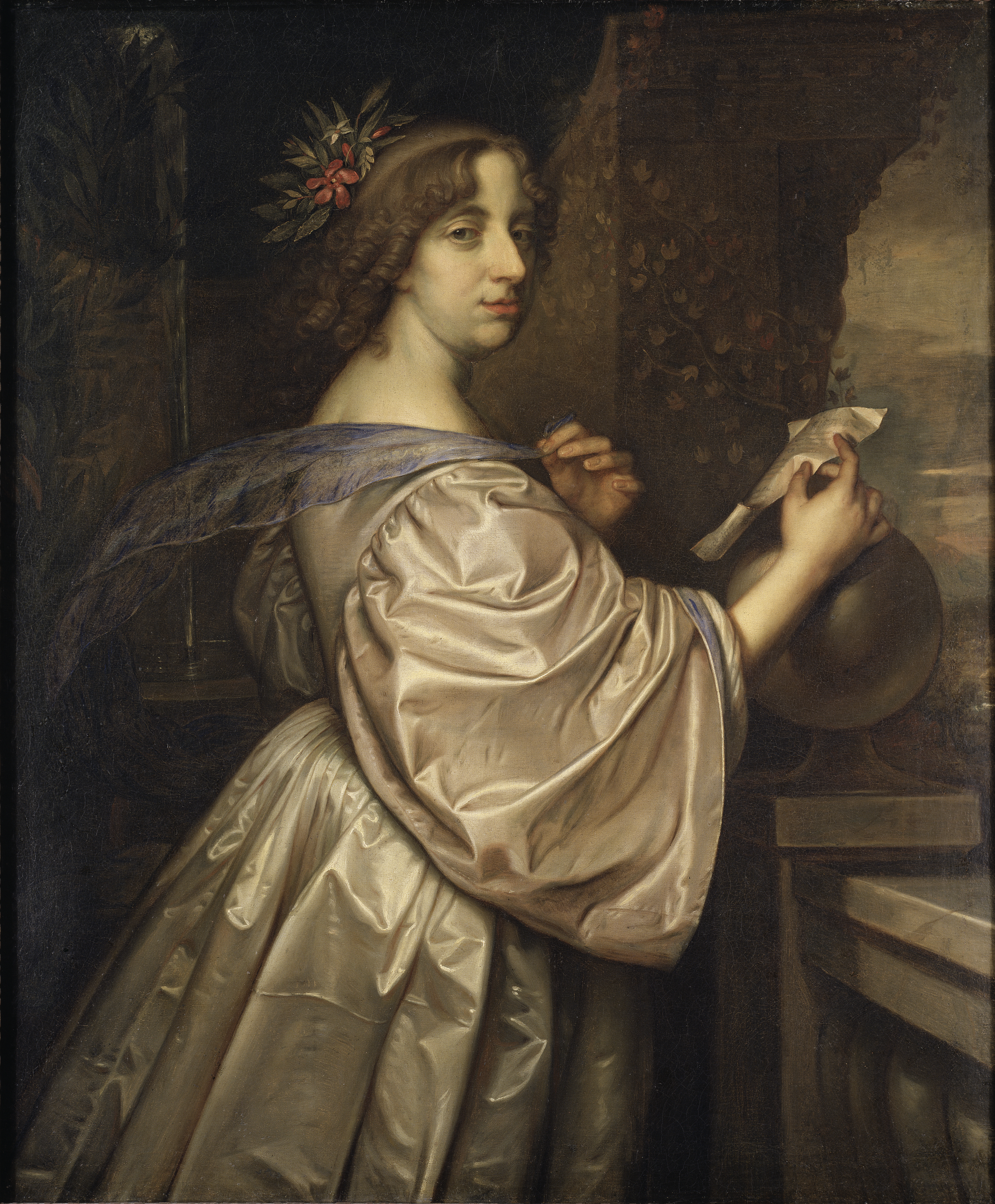
1644: Christina I.

- 1644: Mit Vollendung ihres 18. Lebensjahres übernimmt Königin Christina in Schweden die Regierung.
- 1744: Erzherzogin Maria Theresia lässt die Juden aus Prag und Böhmen ausweisen. Sie werden beschuldigt, die Besetzung Prags durch Preußen im Zweiten Schlesischen Krieg unterstützt zu haben.
- 1787: New Jersey wird dritter Bundesstaat der Vereinigten Staaten.
- 1793: Gemäß einem Angriffsplan des Artilleriehauptmanns Napoleon Bonaparte gelingt der französischen Revolutionsarmee im Ersten Koalitionskrieg die Einnahme des von den Engländern gehaltenen Forts „Mulgrave“ bei Toulon. Der Fall dieser Verteidigungsstellung zwingt die Engländer zur Evakuierung ihrer Truppen aus der lange belagerten Hafenstadt.
- 1845: Zwischen der Britischen Ostindien-Kompanie und der Sikh-Armee des Punjab findet im Ersten Sikh-Krieg die Schlacht von Mudki statt.
- 1865: Nach dem Ende des Sezessionskrieges tritt in den USA der 13. Zusatzartikel zur Verfassung der Vereinigten Staaten in Kraft, mit dem die Sklaverei bundesweit verboten wird.
- 1914: Ägypten wird britisches Protektorat.
- 1914: Die deutsche Schutztruppe siegt im Kampf um Naulila gegen portugiesische Kolonialtruppen.
- 1916: Nach einem letzten französischen Großangriff auf dem rechten Maas-Ufer endet im Ersten Weltkrieg die verlustreiche Schlacht um Verdun, die am 21. Februar begonnen hat, ohne wesentliche Verschiebungen des Frontverlaufs.
- 1923: Großbritannien, Frankreich und Spanien vereinbaren in Paris die Einrichtung der Internationalen Zone von Tanger. Da dem Hafen von Tanger ein zollfreier Status gewährt wird, blüht in der Folge der Schmuggel auf.

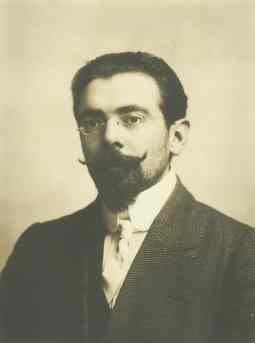
1925: António Maria da Silva

- 1925: António Maria da Silva wird letzter Ministerpräsident der ersten Republik in Portugal.
- 1926: In Berlin wird das umstrittene Gesetz zur Bewahrung der Jugend vor Schund- und Schmutzschriften ausgefertigt.
- 1932: Latina, die spätere Hauptstadt der gleichnamigen italienischen Provinz, wird unter dem Namen Littoria von Benito Mussolini eingeweiht. Die Stadt wurde zwei Jahre zuvor nach der Trockenlegung der Pontinischen Sümpfe gegründet.
- 1939: Im Zweiten Weltkrieg kommt es zum britisch-deutschen Luftgefecht über der Deutschen Bucht.
- 1940: Das Oberkommando der Wehrmacht (OKW) wird von Adolf Hitler angewiesen, unter dem Codenamen Unternehmen Barbarossa den Angriff auf die Sowjetunion zu planen.
- 1942: Die Interalliierte Erklärung zur Vernichtung der Juden 1942 wird verlesen.
- 1958: Die autonome Republik Niger wird innerhalb der französischen Gemeinschaft ausgerufen.
- 1961: Indien marschiert in Portugiesisch-Indien, den Kolonien Goa, Daman und Diu ein und beendet damit die 451 Jahre währende portugiesische Kolonialherrschaft über Goa. Auch da Ägypten den Sueskanal für die portugiesische Flotte sperrt, hat Portugal keine Möglichkeit, darauf rechtzeitig zu reagieren und verliert seine Kolonien in Indien.
- 1962: Die Bundesrepublik Deutschland verkündet das Röhren-Embargo gegenüber den Staaten des Ostblocks und setzt damit einen Beschluss des NATO-Rates um.
- 1965: Mit Inkrafttreten des Grundlagenvertrags nehmen Japan und Südkorea wieder diplomatische Beziehungen zueinander auf.
- 1970: Nach 283 Verhandlungstagen wird von der deutschen Justiz das Verfahren um das Schlafmittel Contergan gegen das Pharmaunternehmen Grünenthal wegen nicht nachweisbarem „persönlichen Verschulden“ eingestellt.
- 1971: Der Alaska Native Claims Settlement Act tritt in Kraft.
- 1975: Louis Sylvain Goma wird Premierminister der Republik Kongo.
- 1979: Die Generalversammlung der Vereinten Nationen nimmt das Übereinkommen zur Beseitigung jeder Form von Diskriminierung der Frau (Convention on the Elimination of All Forms of Discrimination Against Women – CEDAW) an.
- 1980: In der nordnigerianischen Stadt Kano beginnt der Maitatsine-Aufstand. Anhänger eines islamistischen Predigers bringen Teile der Stadt in ihre Gewalt; die nigerianische Armee wird den Aufstand nach elf Tagen niederschlagen.
- 1984: Der Präsident von Guinea, Lansana Conté trennt sich von seinem Premierminister Diarra Traoré und übernimmt das Amt als Regierungschef gleich selbst.
- 1986: In Deutschland wird das erste Opferschutzgesetz verabschiedet.
- 1986: Bei einer Außenministerkonferenz lateinamerikanischer Staaten wird in Rio de Janeiro die Rio-Gruppe gegründet.
- 1992: Bei der Wahl des Präsidenten von Südkorea siegt Kim Young-sam über Kim Dae-jung und löst Roh Tae-woo im Amt ab. Eine 32-jährige Periode, in der Militärs an der Staatsspitze standen, geht zu Ende.
- 1997: Die Präsidentenwahl in Südkorea führt zu einem Amtswechsel. Der Oppositionspolitiker Kim Dae-jung wird von den Wählern dem Amtsinhaber Kim Young-sam vorgezogen.

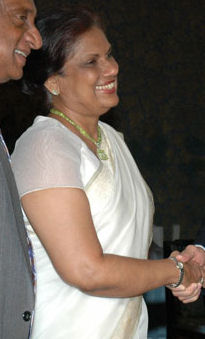
1999: Chandrika Kumaratunga

- 1999: Auf die Präsidentin Sri Lankas Chandrika Kumaratunga wird drei Tage vor der anstehenden Präsidentschaftswahl ein Selbstmordattentat der LTTE verübt. Sie überlebt erheblich verletzt.
- 2003: Der ehemalige Staatsratsvorsitzende der DDR, Egon Krenz, wird nach nicht ganz vier Jahren Haft vorzeitig entlassen.

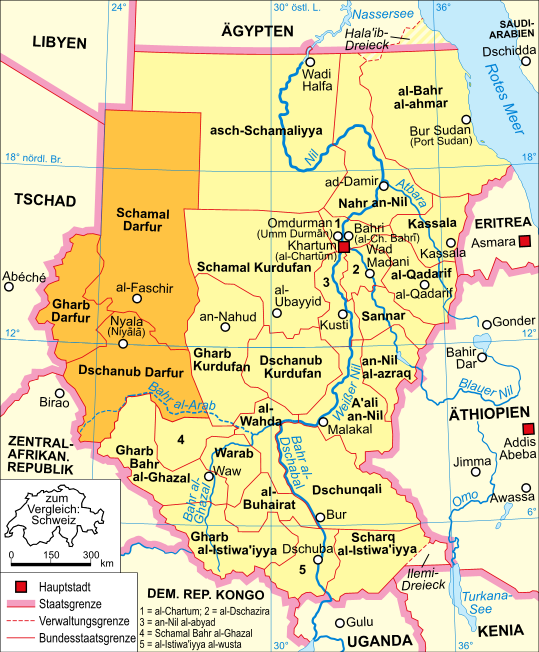
2005: Darfur

- 2005: Rebellen in der sudanesischen Krisenregion Darfur nehmen die Stadt Adre im Osten des Tschad ein, woraufhin der Tschad in den Konflikt in Darfur eingreift.
- 2017: In der Wiener Hofburg nimmt Bundespräsident Alexander Van der Bellen die Angelobung der neuen österreichischen Regierung aus ÖVP und FPÖ vor; Kanzler Sebastian Kurz (ÖVP) ist dabei mit 31 Jahren Europas jüngster Regierungschef.

### Wirtschaft

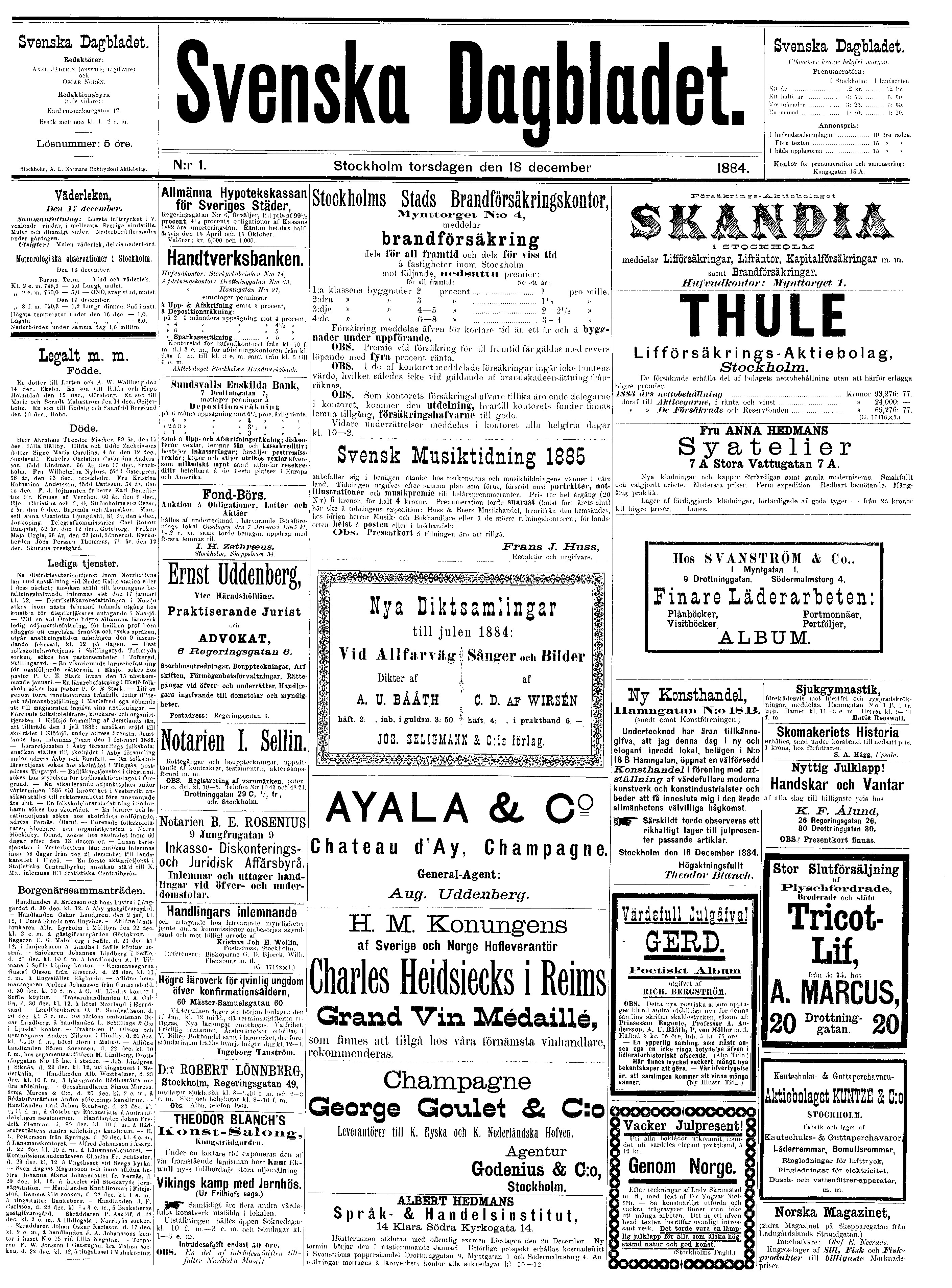
1884: Svenska Dagbladet (Titelseite)

- 1884: Die Erstausgabe des Svenska Dagbladet erscheint in Stockholm.
- 1895: Der Mechaniker Václav Laurin und der Buchhändler Václav Klement gründen die Fahrradwerkstatt Laurin & Klement, den Vorläufer der Automarke Skoda.
- 1944: Die französische Tageszeitung Le Monde erscheint mit ihrer Erstausgabe.
- 1948: Der zur dänischen Insel Röm führende Damm wird eingeweiht.
- 1993: In Las Vegas wird das für 2,4 Milliarden US-Dollar erbaute MGM Grand Hotel eröffnet, mit 5.044 Zimmern eines der weltgrößten Hotels.
- 2006: In Norwegen wird die Fusion von Norsk Hydro und Statoil angekündigt. Mit einer Marktkapitalisierung von rund 92,7 Milliarden Dollar entsteht damit der weltgrößte Betreiber von Öl- und Gas-Bohrinseln und Förderer von Offshore-Rohöl, der Branchenriesen wie Royal Dutch Shell und BP übertrifft.

### Wissenschaft und Technik
- 1798: Das Zentralarchiv der Helvetischen Republik wird in Bern gegründet.
- 1897: Auguste Charlois entdeckt den Asteroiden Hybris.
- 1898: Gaston de Chasseloup-Laubat ist der erste, der einen verbrieften Automobil-Geschwindigkeitsrekord aufstellt. Er erreicht mit einem Jeantaud-Elektroauto eine Geschwindigkeit von 62,780 km/h.
- 1912: Knochen des Piltdown-Menschen werden vor der Geological Society of London präsentiert. Die Sensation entpuppt sich im Jahr 1953 als wissenschaftliche Fälschung.
- 1959: In Hamburg wird die Stiftung Deutsches Elektronen-Synchrotron (DESY) mit den Forschungsschwerpunkten Entwicklung, Bau und Betrieb von Teilchenbeschleunigern, Teilchenphysik und Forschung mit Photonen gegründet.

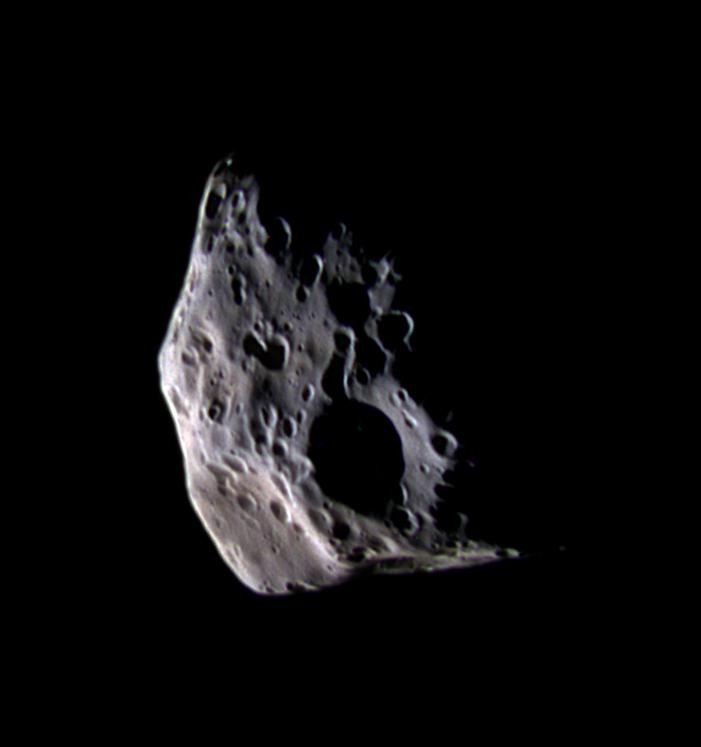
1966: Epimetheus

- 1966: Richard L. Walker entdeckt den Saturn-Mond Epimetheus.
- 1994: Höhlenforscher entdecken nahe der südfranzösischen Stadt Vallon-Pont-d’Arc die Chauvet-Höhle, die rund 30.000 Jahre alte Höhlenmalereien enthält.
- 1999: Der Erdbeobachtungssatellit Terra wird von der NASA gestartet und in eine sonnensynchrone Erdumlaufbahn gebracht.
- 2003: Der Linux-Kernel wird in der Version 2.6.0 veröffentlicht.
- 2003: Mit der Außerdienststellung des Zerstörers Lütjens endet in der Deutschen Marine die Ära der Dampfschifffahrt.
- 2003: Die Zeitschrift Nature berichtet über spektakuläre Funde Tübinger Wissenschaftler aus der Eiszeit in der Karsthöhle Hohler Fels auf der Schwäbischen Alb. Die aus Mammut-Elfenbein angefertigten Figuren eines Wasservogels, eines Pferdekopfes und eines Löwenmenschen zählen zu den ältesten Kunstwerken der Menschheit.

### Kultur
- 1721: In Kopenhagen findet die Uraufführung der Oper Cloris und Tirsis von Reinhard Keiser statt.
- 1777: Antonio Salieris Oratorium La passione di nostro signore Gesù Cristo nach Pietro Metastasios beliebtem Oratoriumstext La Passione di Nostro Signore Gesù Cristo hat seine Uraufführung an der Wiener Tonkünstlersozietät. Die Sopranpartie hat Salieri für Catarina Cavalieri, den Tenor für Vincenzo Righini konzipiert.
- 1878: Die Operette Blindekuh von Johann Strauss (Sohn) wird am Theater an der Wien in Wien uraufgeführt.
- 1880: Am Theater an der Wien in Wien wird die Operette Apajune, der Wassermann von Karl Millöcker uraufgeführt.

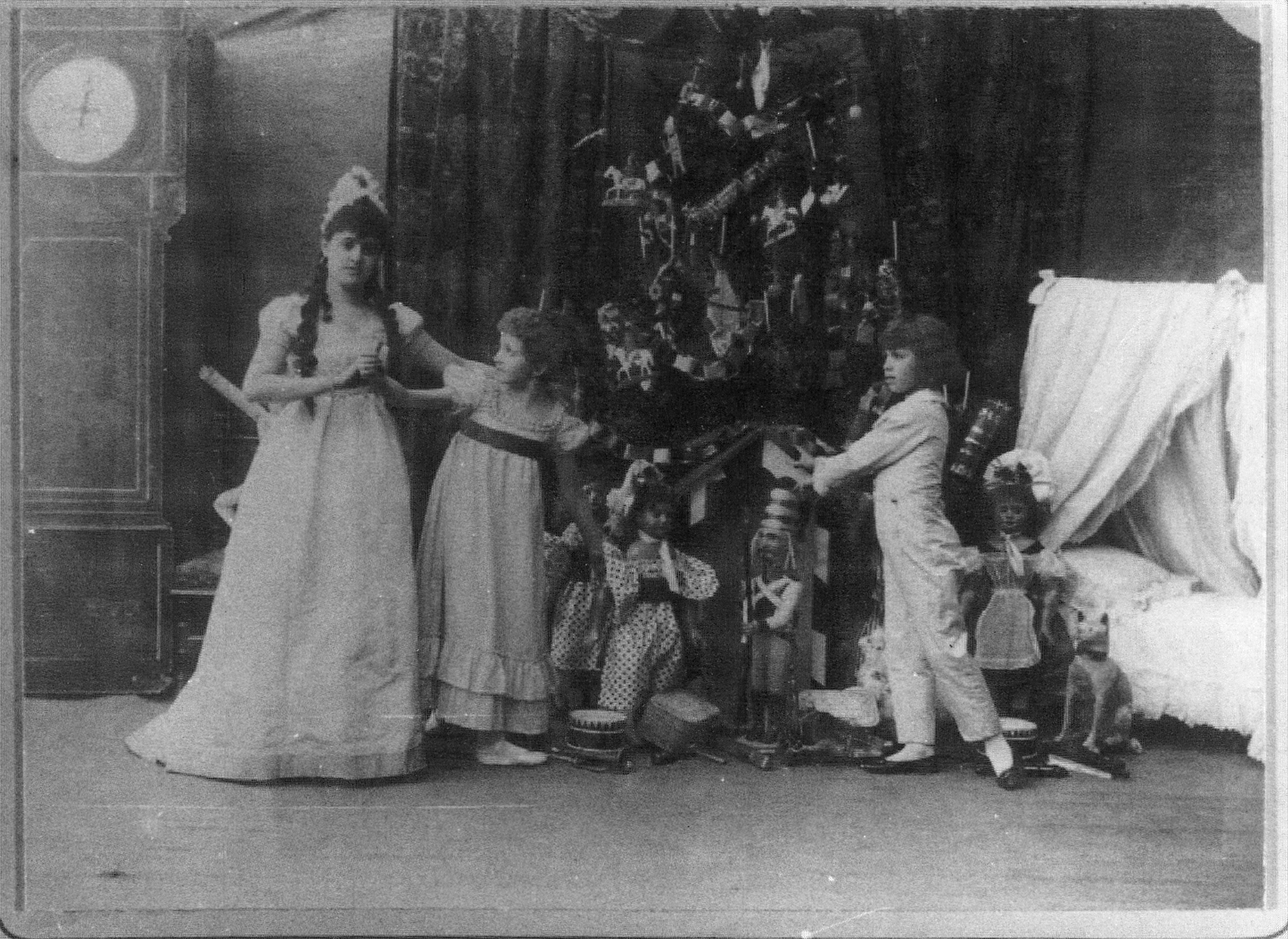
1892: Originalbesetzung des Nussknackers

- 1892: Das Ballett Der Nussknacker und die Oper Jolanthe von Peter Tschaikowski werden am Mariinski-Theater in Sankt Petersburg uraufgeführt.
- 1899: Am Berliner Apollo-Theater wird die Operette Im Reiche des Indra von Paul Lincke nach einem Libretto von Heinrich Bolten-Baeckers und Hans Brennecke uraufgeführt.

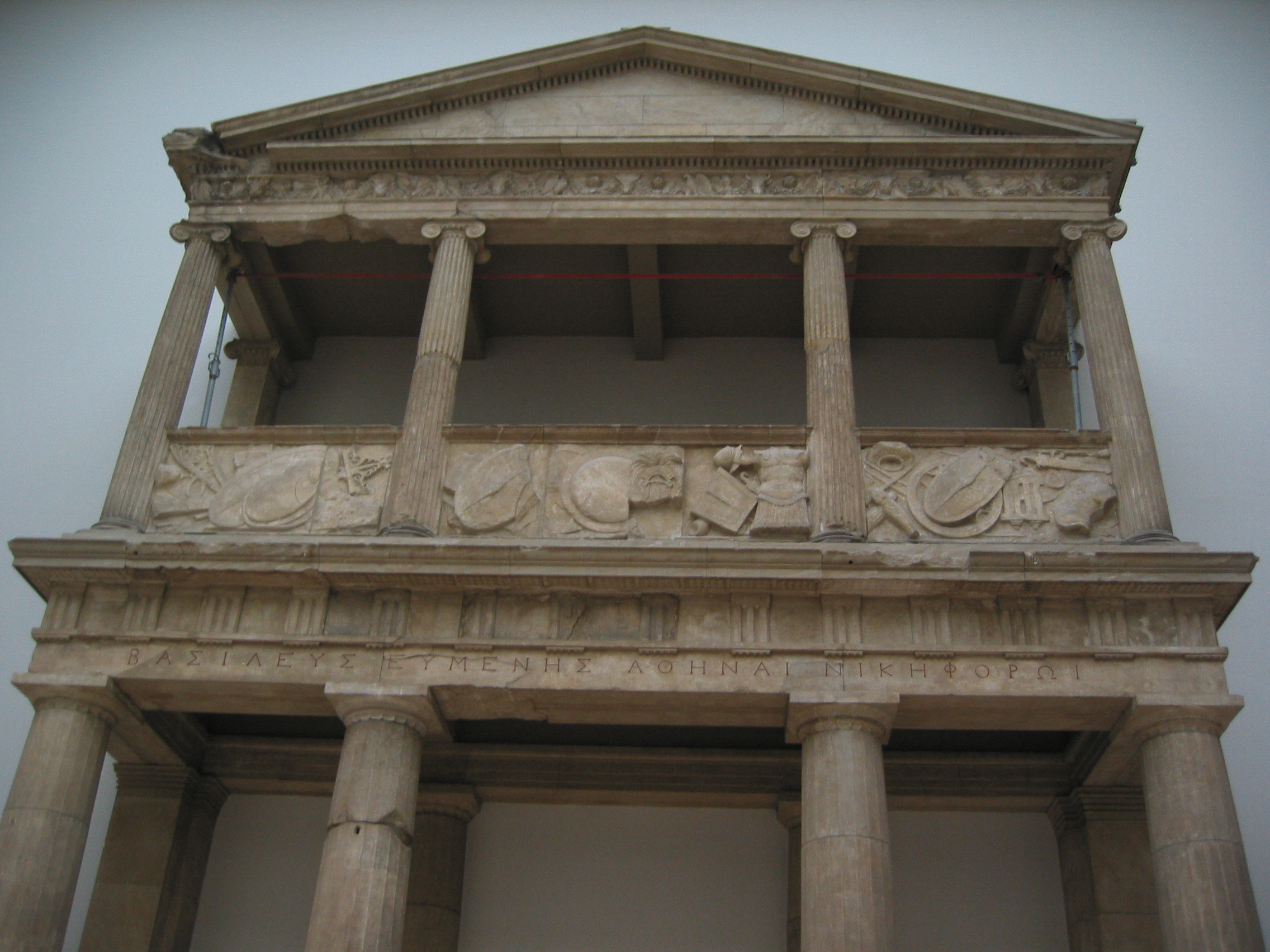
1901: Pergamonmuseum; aufgebauter Athenatempel

- 1901: Der Museumsneubau, der erste Bau des heutigen Pergamonmuseums, wird in Berlin eröffnet.
- 1911: Nach dem Auseinanderbrechen der Neuen Künstlervereinigung München werden sowohl deren letzte Ausstellung als auch die erste der Redaktion des Blauen Reiters eröffnet.
- 1917: In Berlin wird auf Wunsch der Obersten Heeresleitung die Universum-Film AG (Ufa) als Zusammenschluss privater Filmfirmen gegründet.
- 1926: Die Oper Die Sache Makropulos von Leoš Janáček, nach der Komödie von Karel Čapek wird am Nationaltheater in Brünn uraufgeführt.
- 1948: In Berlin findet die Uraufführung der Oper Circe von Werner Egk statt.
- 1962: Uraufführung der Sinfonie Nr. 13 in b-Moll op. 113 „Babi Jar“ von Dmitri Schostakowitsch im Großen Saal des Moskauer Konservatoriums
- 1990: Das Musical Assassins von Stephen Sondheim wird am Playwrights Horizons in New York uraufgeführt.
- 2019: Der US-amerikanische Science-Fiction-Film Star Wars – Der Aufstieg Skywalkers startet in den deutschen Kinos. Es ist der dritte und letzte Teil der Sequel-Trilogie.

### Religion
- 1312: In der Bulle Licet dudum legt Papst Clemens V. fest, dass die Privilegien des verbotenen Templerordens auf den Orden vom Hospital des Heiligen Johannes zu Jerusalem zu übertragen sind.
- 1352: Étienne Aubert wird vom Konklave zum Papst gewählt und nimmt den Namen Innozenz VI. an.
- 1859: In Turin gründet der Priester Johannes Bosco eine Ordensgemeinschaft, die als Salesianer Don Boscos bekannt wird.
- 1979: Dem Theologen Hans Küng wird von der Kongregation für die Glaubenslehre die Lehrerlaubnis (Missio canonica) entzogen.

### Katastrophen
- 1878: Der französische Passagierdampfer Byzantin kollidiert bei orkanartigem Wetter am Eingang der Dardanellen mit dem britischen Dampfschiff Rinaldo und kentert. Etwa 150 Menschen sterben.
- 1944: Im Taifun Cobra sinken vor der Insel Luzon auf den Philippinen drei Zerstörer der US-Marine, 28 weitere Schiffe werden zum Teil schwer beschädigt, 146 Flugzeuge werden zerstört und 790 Tote sind zu beklagen.
- 1995: Nach dem Start in Jamba, Angola, stürzt eine Lockheed L-188 Electra der kongolesischen Trans Service Airlift mit 144 Menschen an Bord ab, von denen nur drei überleben. Das Flugzeug war um rund 40 Personen überladen.

Kleinere Unglücksfälle sind in den Unterartikeln von Katastrophe und in der Liste von Katastrophen aufgeführt.

### Natur und Umwelt

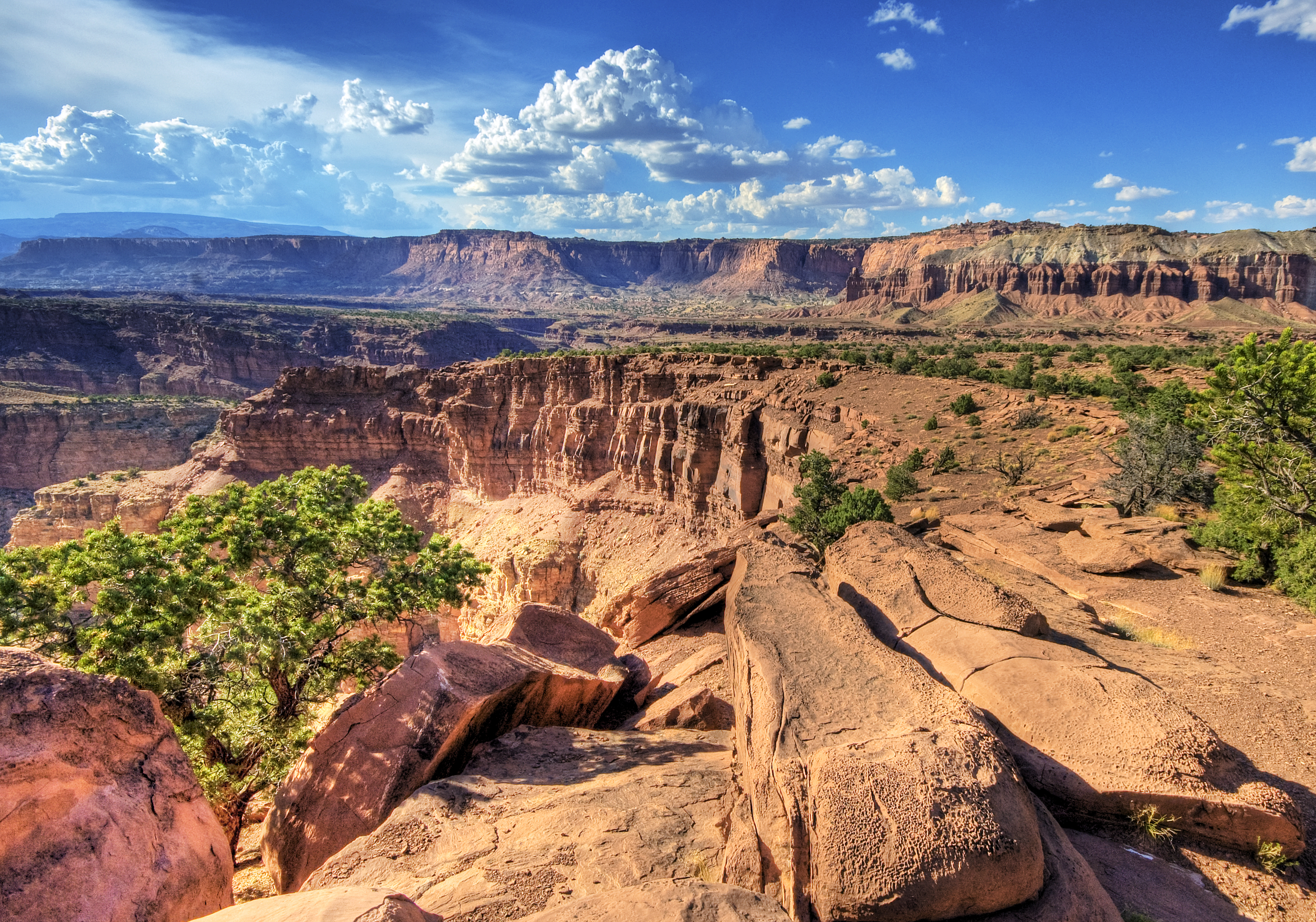
1971: Capitol-Reef-Nationalpark

- 1971: In Utah wird der Capitol-Reef-Nationalpark eingerichtet.

### Sport
- 1904: Durch die Fusion des Emschertaler SV und des Oberhausener Turnvereins entsteht der S. C. Rot-Weiß Oberhausen-Rheinland.
- 1921: Die polnische Fußballnationalmannschaft spielt das erste Länderspiel in der Geschichte des Landes. In Budapest gewinnen die Ungarn mit 1:0 gegen die Nationalauswahl Polens.
- 1988: Den seit dem Jahr 1900 ausgetragenen Tenniswettbewerb um den Davis Cup gewinnt zum ersten Mal ein Herrenteam des Deutschen Tennisbunds in der Besetzung Boris Becker, Carl-Uwe Steeb, Eric Jelen und Patrik Kühnen gegen die Mannschaft aus Schweden.
- 2005: Der brasilianische Fußballverein FC São Paulo besiegt den FC Liverpool im Finale der FIFA-Klub-Weltmeisterschaft mit 1:0. Das Spiel wird in Yokohama ausgetragen.
- 2005: Den deutschen Biathlon-Herren gelingt bei der Verfolgung in Osrblie mit den Platzierungen 1, 2, 3, 4 und 6 ein historischer Triumph.
- 2010: Inter Mailand gewinnt die FIFA-Klub-Weltmeisterschaft, wobei in Abu Dhabi der Sieger der CAF Champions League 2010, die TP Mazembe aus der Demokratische Republik Kongo, mit 3:0 geschlagen werden. Zudem erreichte mit TP Mazembe erstmals ein afrikanischer Vertreter das Finale dieses Wettbewerbs.
- 2022: Die argentinische Fußballnationalmannschaft gewinnt mit einem 4:2 i. E. zum dritten Mal die Fußball-Weltmeisterschaft.

Einträge von Leichtathletik-Weltrekorden befinden sich unter der jeweiligen Disziplin unter Leichtathletik.

## Geboren

### Vor dem 18. Jahrhundert
- 1418: Albrecht VI., Herzog von Österreich
- 1481: Sophie von Mecklenburg, Herzogin von Sachsen
- 1499: Justus Menius, deutscher evangelischer Theologe und Reformator
- 1505: Philipp von Hutten, deutscher Konquistador und Entdecker
- 1507: Ōuchi Yoshitaka, japanischer Kriegsherr
- 1509: Florian Griespek von Griespach, böhmischer Adeliger bayrisch-österreichischer Abstammung
- 1511: Andrea Cornaro, Kardinal der katholischen Kirche
- 1536: Antonio Calcagni, italienischer Bildhauer und Bronzegießer
- 1552: Johann Kolowrat von Liebsteinsky, böhmischer Adeliger und Hofkämmerer
- 1562: Philipp Dulichius, deutscher Komponist
- 1574: Maria Anna von Bayern, Erzherzogin von Österreich
- 1575: Michelangelo Galilei, italienischer Komponist und Lautenist des Frühbarock
- 1589: Christoph Neander, Kreuzkantor in Dresden
- 1590: Wilhelm Ludwig, Graf von Nassau-Saarbrücken
- 1606: Niccolò Sagredo, 105. Doge von Venedig
- 1618: Karl Kaspar von der Leyen, Erzbischof und Kurfürst von Trier
- 1642: Johann Christoph Bach, deutscher Komponist (Taufdatum)
- 1671: Gabriel de Gabrieli, Schweizer fürstbischöflich Eichstättischer Hofbaudirektor
- 1681: Peter Thumb, österreichisch-deutscher Baumeister des Rokoko

### 18. Jahrhundert

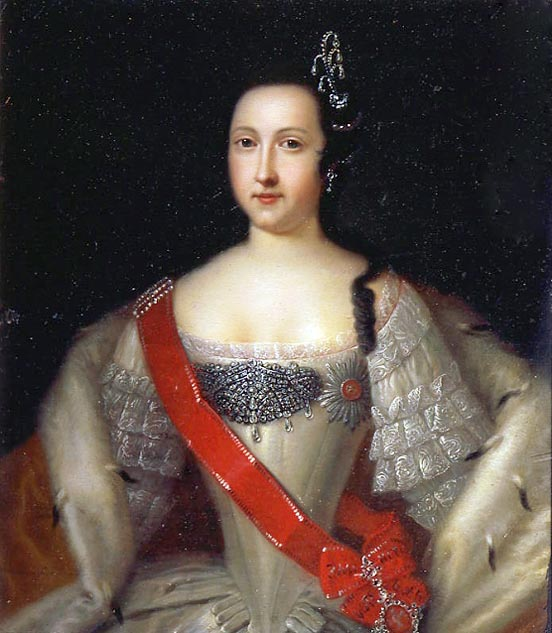
Anna Leopoldowna (* 1718)

- 1707: Charles Wesley, britischer Theologe und Mitbegründer der methodistischen Bewegung
- 1714: Nikolaus I. Joseph Fürst Esterházy, österreichischer Feldmarschall
- 1718: Anna Leopoldowna, Großfürstin und Regentin Russlands
- 1718: Ernst Friedrich Wernsdorf, deutscher lutherischer Theologe und Kirchenhistoriker
- 1725: Johann Salomo Semler, deutscher evangelischer Theologe
- 1730: Sophie Lalive de Bellegarde, Gräfin von Houdetot, französische Salonière
- 1734: Jean-Baptiste Rey, französischer Komponist, Dirigent und Operndirektor
- 1736: Friederike Dorothea Sophia von Brandenburg-Schwedt, Herzogin von Württemberg
- 1741: Felicitas Abt, deutsche Schauspielerin
- 1747: Barthélemy Louis Joseph Schérer, französischer General
- 1747: Johann Christoph Schröther der Ältere, deutscher Orgelbauer
- 1751: George Wyndham, 3. Earl of Egremont, britischer Peer und Mäzen
- 1758: Johann Georg Schulthess, Schweizer reformierter Theologe
- 1768ː Marie-Guillemine Benoist, französische Malerin des Klassizismus
- 1771: Jean Antoine Michel Agar, französischer Staatsbeamter
- 1773: Carlo Steeb, deutscher Priester, Ordensgründer in Verona, Seliger der katholischen Kirche
- 1787: Jan Evangelista Purkyně, böhmischer Ordenslehrer, Physiologe und Pathologe, Politiker
- 1788: Ferdinand Philipp Grimm, deutscher Märchensammler
- 1789: Konstantin Aspre, österreichischer General
- 1798: Heinrich Smidt, deutscher Schriftsteller
- 1800ː Ana María Janer Anglarill, spanische Selige

### 19. Jahrhundert

#### 1801–1850
- 1802: Karl Eduard Vehse, deutscher Geschichtsschreiber
- 1803: William Allen, US-amerikanischer Politiker, Mitglied des Repräsentantenhauses, Senator, Gouverneur von Ohio
- 1804: Julius Ambrosch, deutscher Altphilologe
- 1805: Adolphe Dumas, französischer Dichter, Dramatiker und Provenzalist
- 1806ː Moritz Eichberg, deutscher, jüdischer Pädagoge und Chasan
- 1811: Sándor Asbóth, ungarischer Revolutionär und General
- 1812: Wiktor Każyński, polnischer Komponist
- 1814: Maria Lenzen, deutsche Schriftstellerin
- 1815: Egron Sellif Lundgren, schwedischer Maler und Schriftsteller
- 1815: Gaspard Marchinville, Schweizer Unternehmer und Politiker
- 1818: William Moon, englischer Entwickler der Blindenschrift Moonalphabet
- 1818: Daniel Heinrich Mumm von Schwarzenstein, deutscher Oberbürgermeister von Frankfurt am Main
- 1826: John Mercer Brooke, US-amerikanische Militärperson
- 1826: Theodor von Sickel, deutsch-österreichischer Historiker
- 1826ː Meta Wellmer, deutsche Schriftstellerin
- 1828: Viktor Rydberg, schwedischer Schriftsteller
- 1829: Christen Berg, dänischer Politiker, Präsident des Folketings
- 1829: Wilhelm von Baden, badischer Prinz, preußisch-badischer Politiker und General
- 1834: Hermann Roesler, deutscher Nationalökonom
- 1834ː Emmy Türk, deutsche Autorin, Trägerin der Rote-Kreuz-Medaille
- 1835: Lyman Abbott, US-amerikanischer Religionsphilosoph
- 1835ː Pauline Elisabeth von Baden, Tochter von Markgraf Wilhelm von Baden
- 1838: Franz Clouth, deutscher Unternehmer
- 1839: Emilio Praga, italienischer Maler, Schriftsteller und Librettist
- 1839: Théodule Ribot, französischer Psychologe und Philosoph
- 1842: William Anderson, britischer Chirurg
- 1843: Hermann von Maltzan, deutscher Naturforscher und Schriftsteller
- 1845: Nikola Pašić, serbischer Politiker, Ministerpräsident von Serbien und des Königreiches der Serben, Kroaten und Slowenen
- 1848: Roger Allin, US-amerikanischer Politiker, Gouverneur von North Dakota
- 1848: Carl Schroeder, deutscher Cellist, Komponist, Dirigent sowie Hofkapellmeister

#### 1851–1900

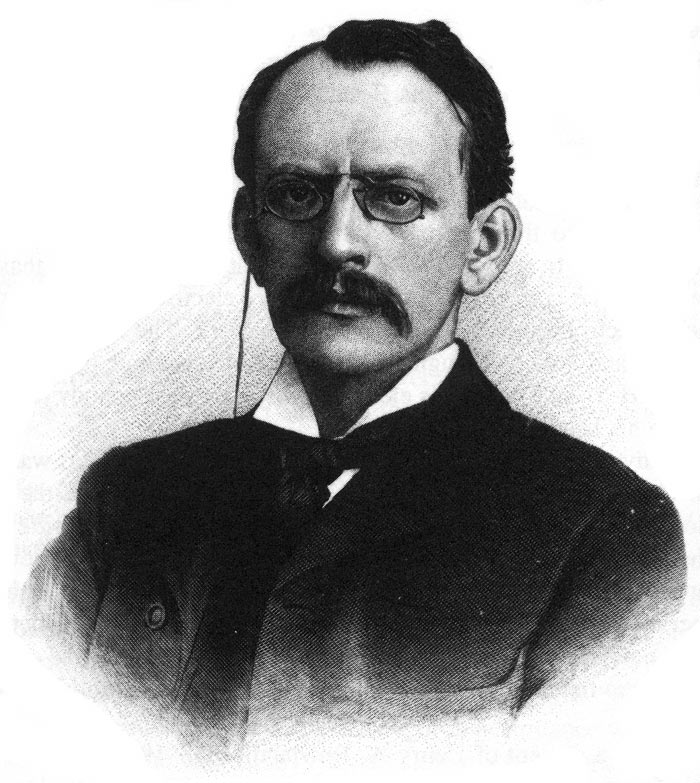
Joseph John Thomson (* 1856)

- 1856: Joseph John Thomson, britischer Physiker, Entdecker des Elektrons, Nobelpreisträger
- 1860: Edward MacDowell, US-amerikanischer Komponist und Pianist
- 1861: Elisabeth Schellbach, deutsche Illustratorin
- 1862: Ulrich Wilcken, deutscher Althistoriker und Papyrologe
- 1863: Franz Ferdinand, österreich-ungarischer Thronfolger
- 1867: Foxhall Keene, US-amerikanischer Pferdezüchter und Sportler
- 1868: Carlo Perosi, italienischer Kurienkardinal der römisch-katholischen Kirche
- 1869: Karl Dieterich, deutscher Sprachwissenschaftler und Literaturhistoriker
- 1869: Richard Ungewitter, deutscher Pionier und Organisator der FKK-Bewegung
- 1870: Arseni Nikolajewitsch Koreschtschenko, russischer Komponist
- 1870: Hector Hugh Munro, englischer Schriftsteller und Satiriker
- 1872: Abdullah Abdurahman, südafrikanischer Politiker
- 1872ː Fanny Freund-Marcus, österreichische Publizistin, Holocaustopfer
- 1874: Hermann Braun, deutscher Automobilrennfahrer
- 1877: Hendrik Bolkestein, niederländischer Althistoriker
- 1877: Max Pallenberg, österreichischer Sänger, Schauspieler und Komiker
- 1878: Gerhard Bohlmann, deutscher Schriftsteller und Journalist
- 1878: Josef Stalin, sowjetischer Politiker, Generalsekretär der KPdSU, Ministerpräsident, Marschall der Sowjetunion, Diktator

- 1879: Paul Klee, deutscher Maler

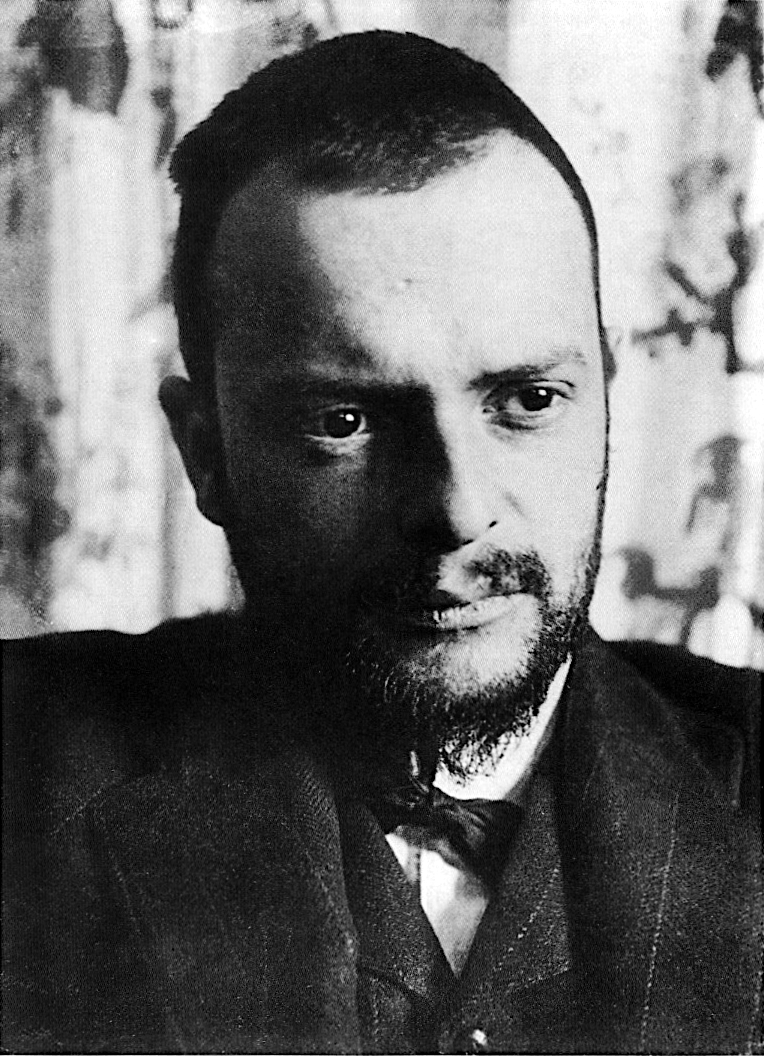
Paul Klee (* 1879)

- 1881: Clifford Warren Ashley, US-amerikanischer Maler und Autor
- 1881: Wilhelm Heile, deutscher Politiker, MdR, MdL
- 1881ː Frida Levy, deutsche Bürgerrechtlerin, Opfer der Shoah
- 1884: Gustaf Henning Andersson, schwedischer Politiker
- 1885ː Alida de Jong, niederländische Kommunalpolitikerin und Gewerkschafterin, Holocaustopfer
- 1886: Ty Cobb, US-amerikanischer Baseballspieler und -manager
- 1887: Franz Schnabel, deutscher Historiker
- 1888: Karl Albrecht von Habsburg-Lothringen, österreichisch-polnischer Offizier und Gutsbesitzer
- 1890: Edwin Howard Armstrong, US-amerikanischer Elektroingenieur und Erfinder
- 1892: Albin Köbis, deutscher Matrose und Revolutionär
- 1892: Kilian Kirchhoff, deutscher Priester, Übersetzer und Dissident
- 1895: Walter Hieber, deutscher Chemiker
- 1896: Hans Flesch, deutscher Rundfunkpionier und Arzt
- 1897: Fletcher Henderson, US-amerikanischer Jazz-Pianist, Bandleader und Komponist
- 1897: Hans Simon, deutscher Komponist und Kapellmeister
- 1899: Karl Abt, deutscher Maler
- 1899: Walther Hans Reinboth, deutscher Maler und Dichter
- 1900: Louis Bonne, französischer Automobilrennfahrer
- 1900: André Houpelyne, belgischer Ruderer

### 20. Jahrhundert

#### 1901–1925
- 1901: Fritz-Erdmann Klingner, deutscher Geologe
- 1903ː Hildegard Seemann-Wechler, deutsche Malerin und Euthanasie-Opfer
- 1904: Wilf Carter, kanadischer Country-Sänger
- 1904: Oskar Müller, österreichischer Fußballtrainer
- 1913: Alfred Bester, US-amerikanischer Science-Fiction-Autor

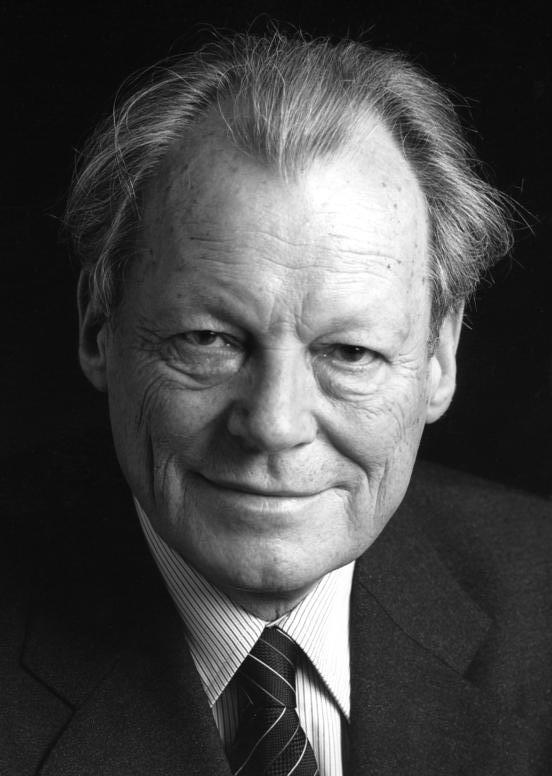
Willy Brandt (* 1913)

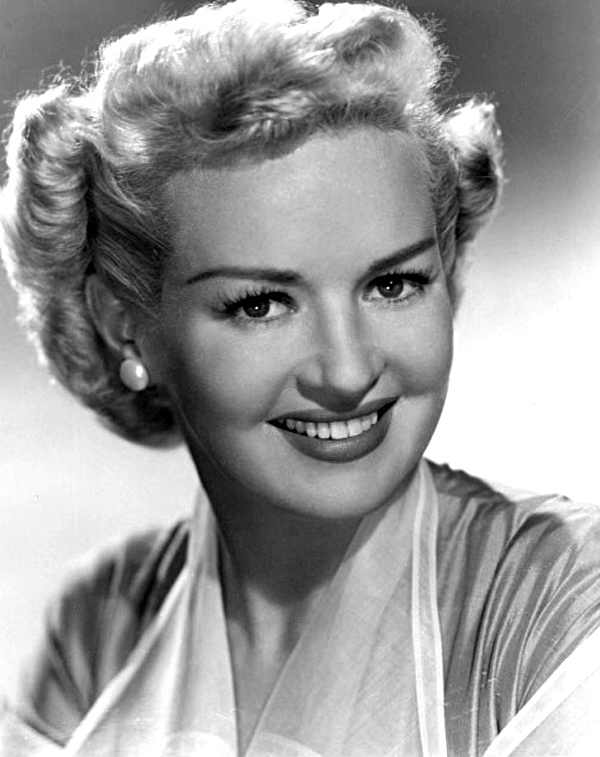
Betty Grable (* 1916)

- 1904: George Stevens, US-amerikanischer Filmregisseur
- 1905: Hans Bernd von Haeften, deutscher Jurist und Diplomat, Widerstandskämpfer des 20. Juli 1944
- 1907: Conrad Dürr, deutscher Motorradrennfahrer
- 1907: Christopher Fry, englischer Dramatiker
- 1908: Hans Scheele, deutscher Leichtathlet
- 1909: Mona Barrie, US-amerikanische Theater- und Filmschauspielerin
- 1910: Albert Cozza, deutscher Fußballspieler
- 1911: Jules Dassin, US-amerikanischer Filmregisseur und Produzent
- 1911: Berto Lardera, italienisch-französischer Bildhauer
- 1913: Willy Brandt, deutscher Politiker, Regierender Bürgermeister von Berlin, Außenminister, Bundeskanzler, Nobelpreisträger
- 1913: Ray Meyer, US-amerikanischer Basketballtrainer
- 1914: Connie Curtis Crayton, US-amerikanischer Blues-Sänger und Gitarrist
- 1915: Dario Mangiarotti, italienischer Degenfechter, Olympiasieger, Weltmeister
- 1916: Betty Grable, US-amerikanische Schauspielerin und Pin-Up-Girl
- 1916: Karl Schnell, deutscher General
- 1916: Anselm Strauss, US-amerikanischer Soziologe
- 1917: Ossie Davis, US-amerikanischer Schauspieler
- 1917: Eddie Vinson, US-amerikanischer Jazzmusiker
- 1920: Ingálvur av Reyni, färöischer Maler
- 1920: Edmond de Stoutz, Schweizer Musiker und Dirigent, Gründer des Zürcher Kammerorchesters
- 1920: Enrique Grau, kolumbianischer Maler und Bildhauer
- 1920: Rita Streich, deutsche Sopranistin
- 1922: Illo Schieder, deutsche Schlagersängerin
- 1922: Klaus Schwarzkopf, deutscher Schauspieler und Synchronsprecher
- 1923: Joachim Angermeyer, deutscher Unternehmer und Politiker, MdB
- 1923: Arno Görke, deutscher Komödiant, Bühnen- und Fernsehschauspieler
- 1924: Alberto Ablondi, italienischer Bischof
- 1924: Orlando Agosti, argentinischer Militär und Politiker
- 1924: Margot Scharpenberg, deutsch-US-amerikanische Autorin
- 1925: John Szarkowski, US-amerikanischer Fotografie-Kunsthistoriker und Fotograf

#### 1926–1950

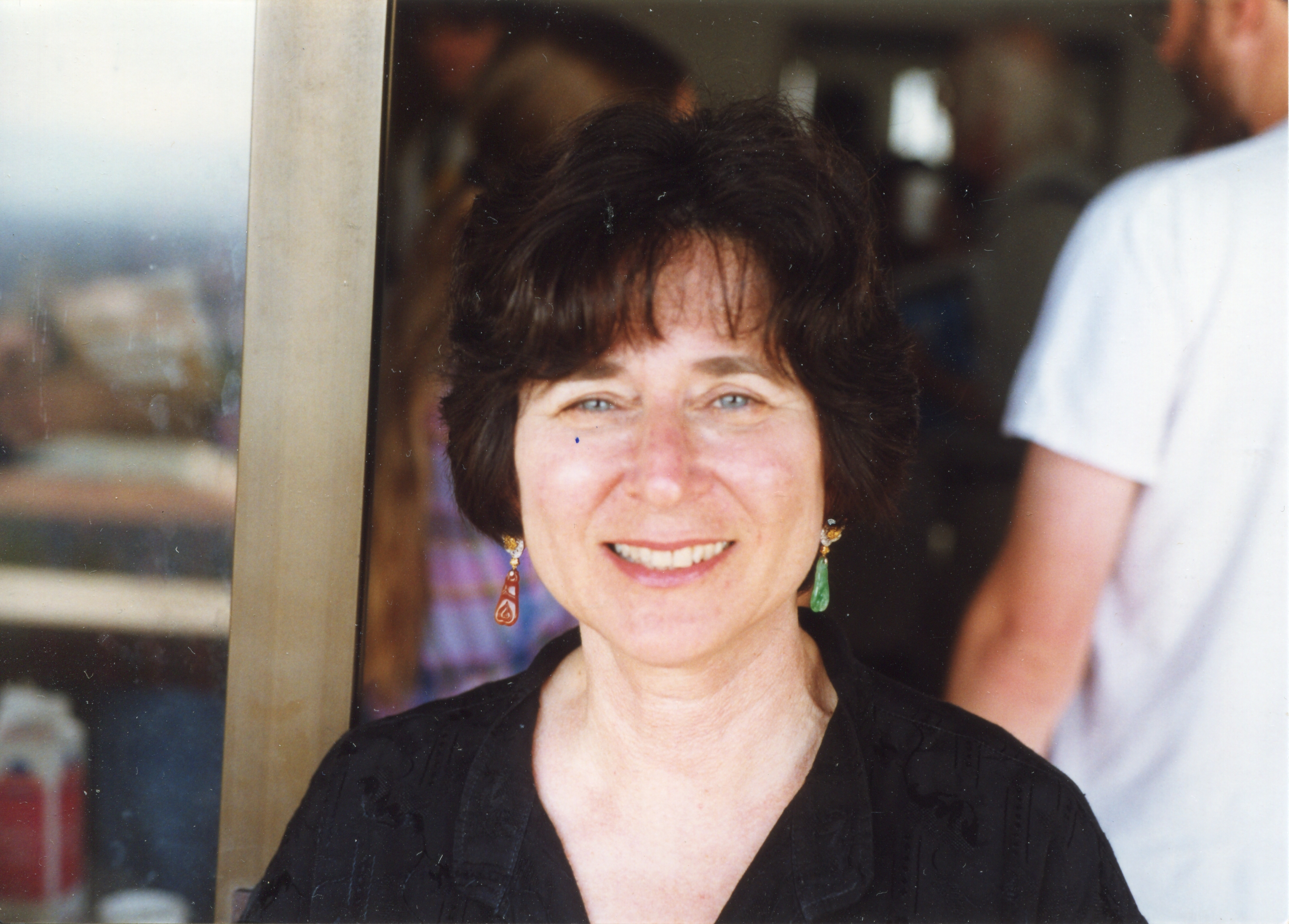
Lenore Blum (* 1942)

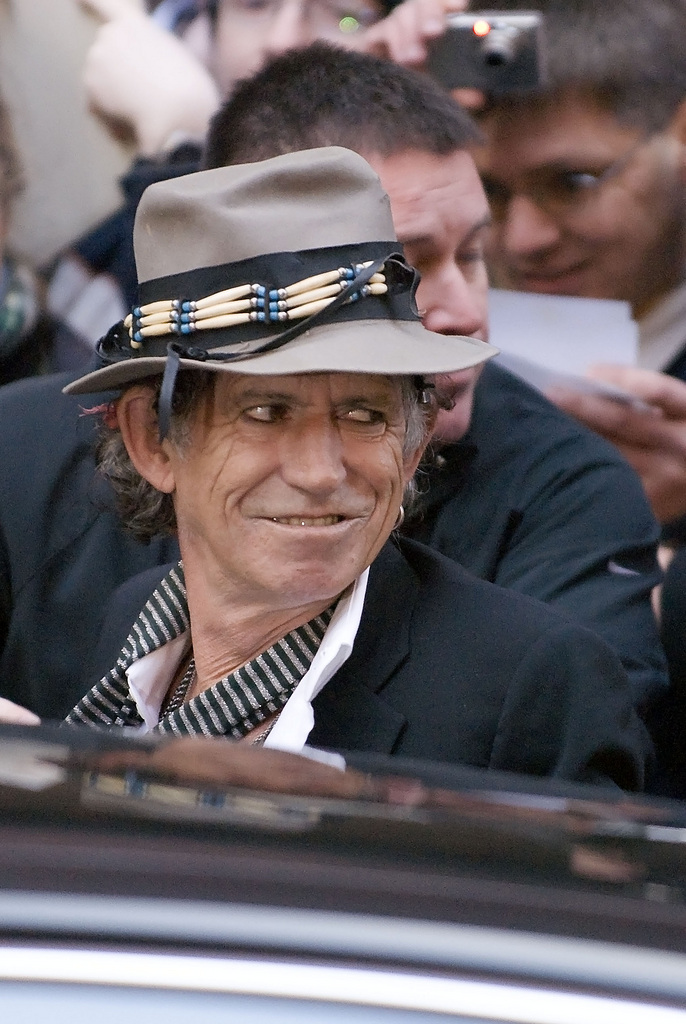
Keith Richards (* 1943)

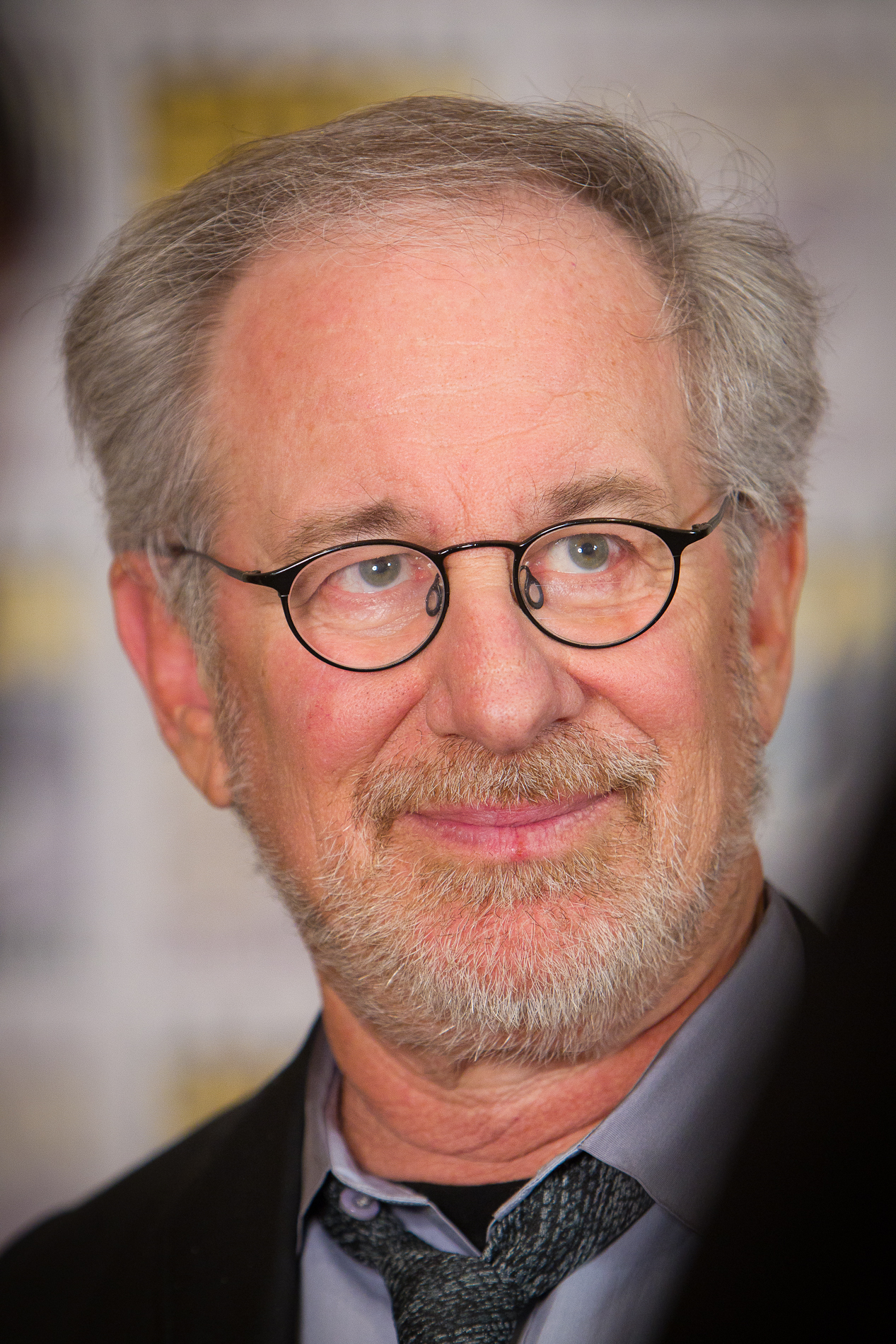
Steven Spielberg (* 1946)

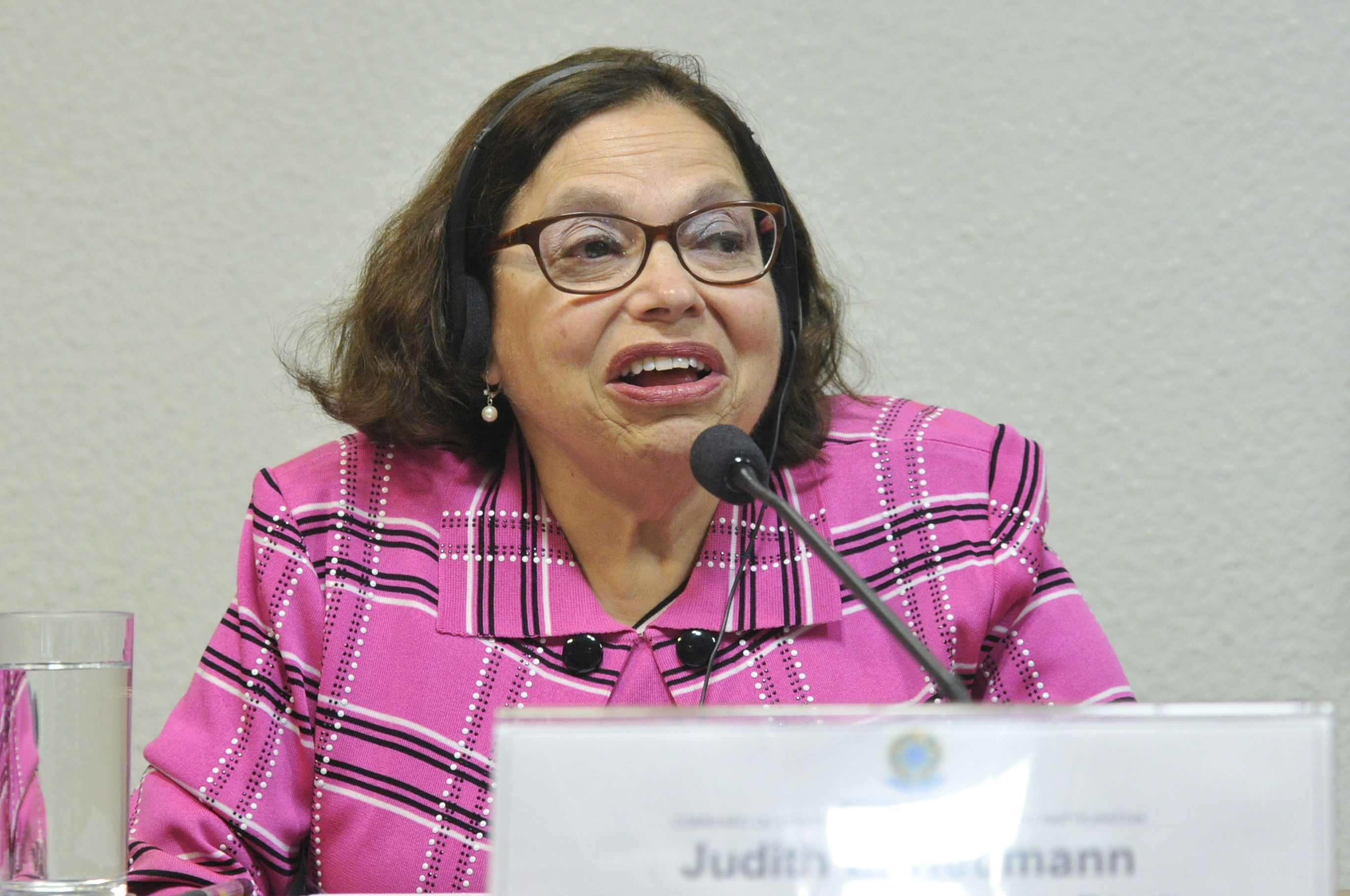
Judith Heumann (* 1947)

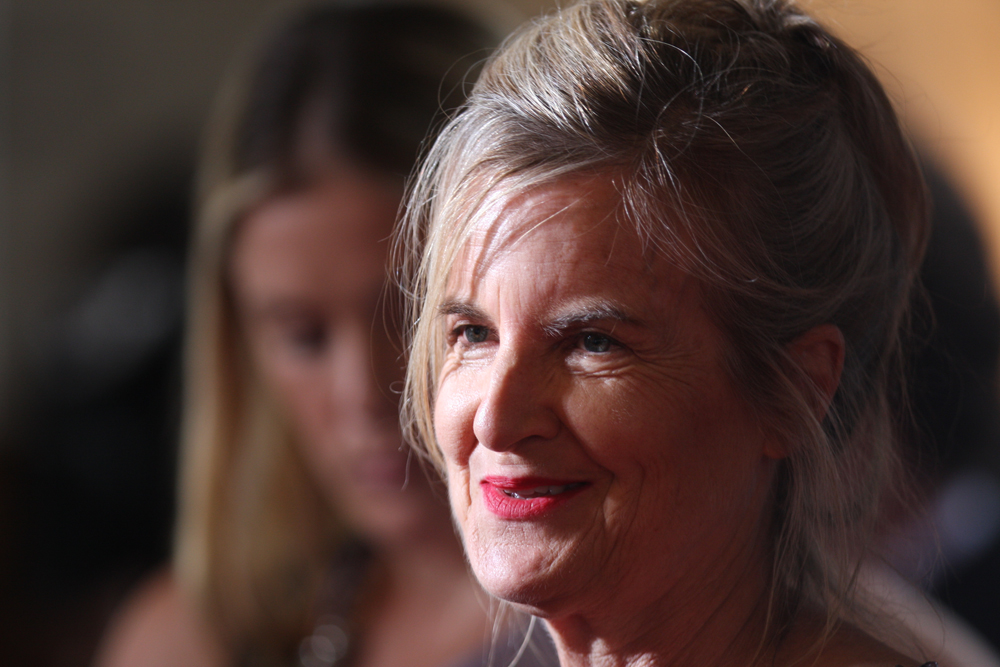
Gillian Armstrong (* 1950)

- 1926: Sepp Stappung, Schweizer Gewerkschafter und Politiker
- 1927: Ramsey Clark, US-amerikanischer Jurist, Politiker und Friedensaktivist, Justizminister
- 1927: Wolfgang Schleidt, österreichischer Forscher der Verhaltensbiologie
- 1928: Mirza Tahir Ahmad, Khalifat ul-Massih
- 1928: Joachim Kaiser, deutscher Journalist, Musikkritiker und Literat
- 1928: Galt MacDermot, kanadischer Musical-Komponist
- 1929: Willi Fährmann, deutscher Kinder- und Jugendbuch-Autor
- 1929: Józef Glemp, polnischer Primas und Erzbischof
- 1931: Helmut Steinberger, deutscher Jurist und Völkerrechtswissenschaftler, Richter des Bundesverfassungsgerichts, Vizepräsident des Schiedsgerichtshofs der OSZE
- 1931: Allen Klein, US-amerikanischer Geschäftsmann, Manager der Rolling Stones und der Beatles
- 1933: Lonnie Brooks, US-amerikanischer Blues-Gitarrist
- 1933: Urs N. Glutz von Blotzheim, Schweizer Zoologe
- 1933: Hartmut Stegemann, deutscher Theologe
- 1935: Aimé Verhoeven, belgischer Ringer
- 1938: Chas Chandler, britischer Musiker, Musikproduzent und Manager
- 1939: Klaus Laepple, deutscher Unternehmer, Spitzenfunktionär in der deutschen Tourismusbranche
- 1939: Sandro Lopopolo, italienischer Boxweltmeister
- 1939: Michael Moorcock, britischer Schriftsteller
- 1939: Friedrich Tenkrat, österreichischer Schriftsteller
- 1939: Harold E. Varmus, US-amerikanischer Virologe
- 1940: Ilario Castagner, italienischer Fußballspieler und -trainer
- 1940: Lei Feng, chinesischer Soldat und Modellarbeiter
- 1940: Bram Morrison, kanadischer Schauspieler, Sänger und Gitarrist
- 1940: Klaus Wennemann, deutscher Schauspieler
- 1941: Wayne Baker, US-amerikanischer Automobilrennfahrer
- 1941: Georg Hentschel, deutscher Theologe und katholischer Priester
- 1941: William of Gloucester, Mitglied des britischen Königshauses
- 1941: Horst Krause, deutscher Theater- und Filmschauspieler
- 1941: Philipp Sonntag, deutscher Schauspieler
- 1942: Michael Auditor, deutscher Politiker, MdL
- 1942: Lenore Blum, US-amerikanische mathematische Logikerin und Informatikerin
- 1943: Bobby Keys, US-amerikanischer Musiker
- 1943: Keith Richards, britischer Gitarrist (Rolling Stones)
- 1943: Alan Rudolph, US-amerikanischer Regisseur
- 1945: Matthias Weisheit, deutscher Politiker, MdB
- 1946: Steve Biko, südafrikanischer Bürgerrechtler, Begründer der Black-Consciousness-Bewegung
- 1946: Rosie Fortna, US-amerikanische Skirennläuferin
- 1946: Steven Spielberg, US-amerikanischer Regisseur, Produzent und Drehbuchautor
- 1946ː Linda Williams, US-amerikanische Filmwissenschaftlerin und Hochschullehrerin
- 1947: Judith Heumann, US-amerikanische Aktivistin für Behindertenrechte
- 1947: Monika Manz, deutsche Schauspielerin
- 1947: Rod Piazza, US-amerikanischer Mundharmonikaspieler
- 1948: Edmund Kemper, US-amerikanischer Serienmörder
- 1948: Mimmo Paladino, italienischer Künstler
- 1948: Liliane Saint-Pierre, belgische Sängerin
- 1948: Angela Sommer-Bodenburg, deutsche Kinderbuchautorin
- 1949: László Branikovits, ungarischer Fußballspieler
- 1949: David A. Johnston, US-amerikanischer Geologe und Vulkanologe
- 1950: Gillian Armstrong, australische Regisseurin
- 1950: Rolf Gaßmann, deutscher Politiker, MdL
- 1950: Martha Lux-Steiner, Schweizer Physikerin
- 1950: Leonard Maltin, US-amerikanischer Filmkritiker

#### 1951–1975
- 1951: Reimer Böge, deutscher Politiker, MdEP
- 1951: Volker Bouffier, deutscher Politiker, MdL, Landesminister, Ministerpräsident von Hessen
- 1952: Irja Askola, finnische Bischöfin
- 1952: Krystyna Janda, polnische Schauspielerin
- 1952: Bettina Rheims, französische Fotografin
- 1952: Phil Shoenfelt, britischer Sänger und Songwriter
- 1953: David Chipperfield, englischer Architekt
- 1954: Glenn Buhr, kanadischer Komponist und Pianist
- 1954: Roland Claus, deutscher Politiker, Abgeordneter der Volkskammer, MdL, MdB
- 1954: Ray Liotta, US-amerikanischer Schauspieler
- 1954: Uli Jon Roth, deutscher Gitarrist
- 1954: Willi Wülbeck, deutscher Leichtathlet, Weltmeister
- 1955: André Geerts, belgischer Comiczeichner und Cartoonist
- 1956: Elke Best, deutsche Schlagersängerin
- 1956: Reinhold Ewald, deutscher Physiker und Astronaut
- 1956: Thomas Ziegler, deutscher Science-Fiction-Autor
- 1957: Hilary Engisch, US-amerikanische Freestyle-Skierin
- 1959: Dani Nieth, Schweizer Moderator und Freestyle-Skisportler
- 1959: Bertram Brenig, deutscher Veterinärmediziner, Molekulargenetiker und Biotechnologe
- 1960: Hans-Jörg Criens, deutscher Fußballspieler und -trainer
- 1960: Kazuhide Uekusa, japanischer Wirtschaftswissenschaftler
- 1961: Brian Orser, kanadischer Eiskunstläufer, Olympiamedaillengewinner, Weltmeister
- 1961: Thomas Strittmatter, deutscher Autor
- 1961: Angie Stone, amerikanische Sängerin
- 1962: Jens Rosteck, deutscher Schriftsteller, Musikwissenschaftler und Pianist
- 1962: Daniel Richter, deutscher Künstler
- 1963: Nino de Angelo, deutscher Sänger
- 1963: Ken Ard, US-amerikanischer Politiker
- 1963: Alexandra Gerlach, deutsche Journalistin

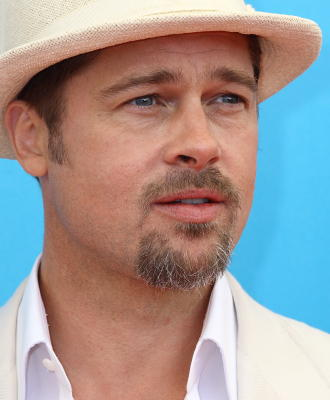
Brad Pitt (* 1963)

- 1963: Brad Pitt, US-amerikanischer Schauspieler
- 1964: Steve Austin, US-amerikanischer Wrestler
- 1964: Pierre Nkurunziza, burundischer Politiker, Staatspräsident
- 1964: Frank Rennicke, deutscher Liedermacher
- 1966: Tracy Byrd, US-amerikanischer Country-Sänger
- 1966: Les Ferdinand, englischer Fußballspieler
- 1966: Thomas Gohlke, deutscher Schauspieler
- 1966: Ilona Nord, deutsche evangelische Theologin
- 1966: Gianluca Pagliuca, italienischer Fußballspieler
- 1967: Mille Petrozza, deutscher Gitarrist und Sänger
- 1968: Mario Basler, deutscher Fußballspieler und -trainer
- 1968: Herwig Gradischnig, österreichischer Jazzsaxophonist
- 1968: Rachel Griffiths, australische Schauspielerin
- 1969: Santiago Cañizares, spanischer Fußballspieler
- 1969: Akira Iida, japanischer Automobilrennfahrer
- 1969: Christophe Tinseau, französischer Automobilrennfahrer
- 1970: Dietmar Brockes, deutscher Politiker, MdL
- 1970: Bridie Carter, australische Schauspielerin
- 1970: Marlene Lufen, deutsche Fernsehmoderatorin
- 1970: Victoria Pratt, kanadische Schauspielerin
- 1970: DMX, US-amerikanischer Rapper und Schauspieler
- 1970: Rob Van Dam, US-amerikanischer Wrestler
- 1971: Christian Beeck, deutscher Fußballspieler
- 1971: Claudia Gerini, italienische Schauspielerin
- 1971: Arantxa Sánchez Vicario, spanische Tennisspielerin
- 1972: Daniel Andersson, schwedischer Fußballspieler
- 1972: Ásgeir Ásgeirsson, isländischer Snookerspieler
- 1972ː Jewgenija Wassiljewna Schischkowa, russische Eiskunstläuferin
- 1973: Christian Jaksjø, norwegischer Jazzmusiker und Komponist
- 1973: Larissa Nikolajewna Kurkina, russische Skilangläuferin
- 1973: Fatuma Roba, äthiopische Leichtathletin, Olympiasiegerin
- 1973: Brad Cohen, US-amerikanischer Motivationstrainer, Lehrer, Schulverwalter und Autor
- 1974: Knut Schreiner, norwegischer Gitarrist
- 1975: Michael Barry, kanadischer Radsportler
- 1975: Sia Furler, australische Sängerin
- 1975: Andreas Moster, deutscher Schriftsteller und Übersetzer
- 1975: Yassin Musharbash, deutscher Journalist
- 1975: Trish Stratus, kanadisches Model und Wrestlerin
- 1975: Michael Wagner, österreichischer Fußballspieler

#### 1976–2000
- 1976: Andrea Belicchi, italienischer Automobilrennfahrer
- 1976: Sun Ribo, chinesische Biathletin
- 1976: Joe Russo, US-amerikanischer Schlagzeuger

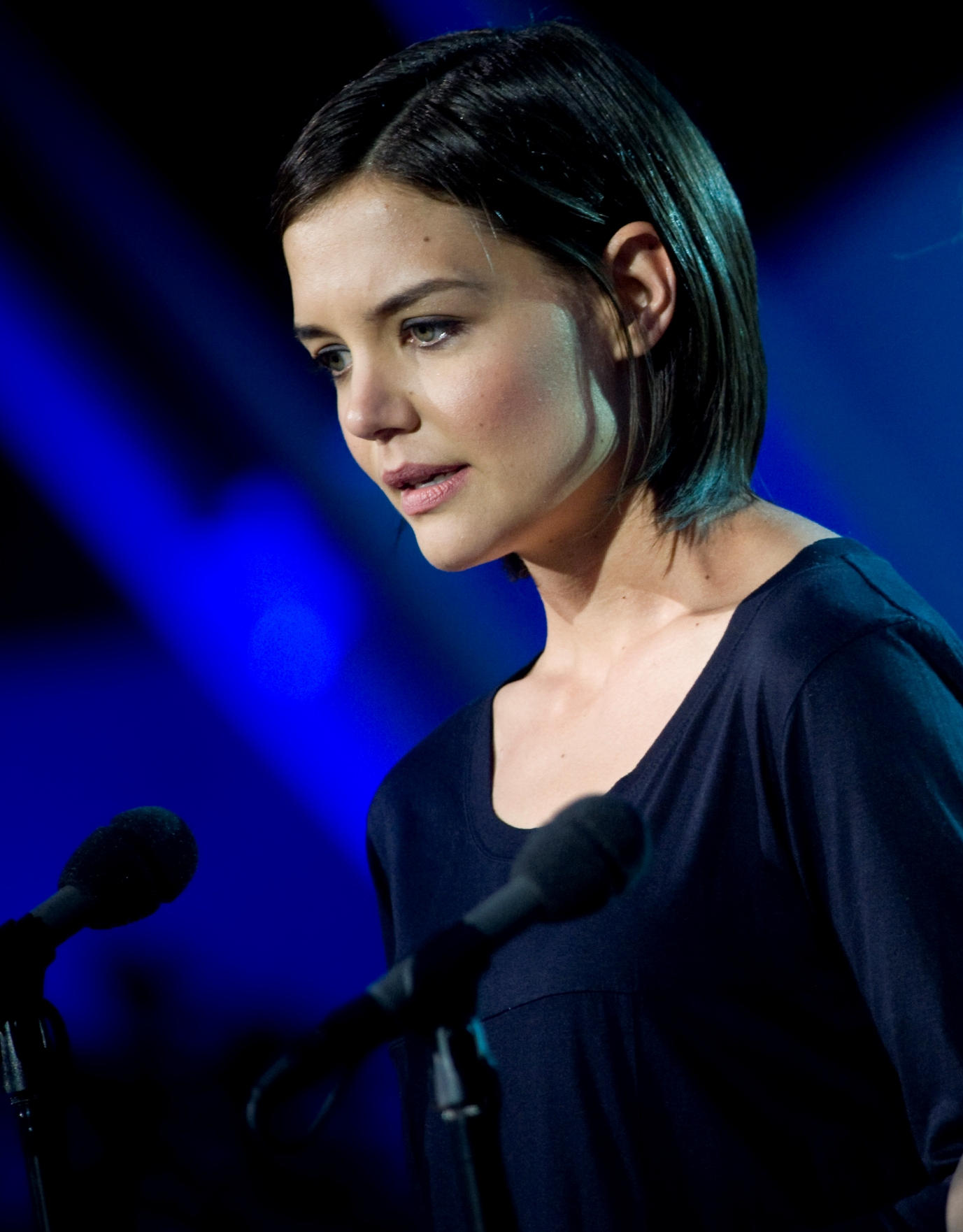
Katie Holmes (* 1978)

- 1978: Katie Holmes, US-amerikanische Schauspielerin
- 1979: Murphy Lee, eigentlich Torhi Murphy Lee Harper, US-amerikanischer Hip-Hop-Musiker
- 1979: Mamady Sidibe, malischer Fußballspieler
- 1980: Christina Aguilera, US-amerikanische Pop-Sängerin
- 1980: Mario Aschauer, österreichischer Musikwissenschaftler, Cembalist und Dirigent
- 1981: Karim Benyamina, algerisch-deutscher Fußballspieler
- 1982: Pontus Carlsson, schwedischer Schachspieler
- 1983: Arman Baklatschjan, armenischer Billardspieler
- 1983: Alessandro Pier Guidi, italienischer Automobilrennfahrer
- 1984: Giuliano Razzoli, italienischer Skirennläufer
- 1985: Tomoya Adachi, japanischer Marathonläufer
- 1985: Heidi Andreasen, färöische Behinderten-Schwimmerin
- 1985: Anna F., österreichische Singer-Songwriterin
- 1986: Òscar da Cunha, andorranischer Fußballspieler
- 1986: Henrik Toft Hansen, dänischer Handballspieler
- 1987: Miki Andō, japanische Eiskunstläuferin
- 1988: Lizzie Deignan, britische Radrennfahrerin
- 1988: Markus Pazurek, deutscher Fußballspieler
- 1989: Emily Jane Atack, britische Schauspielerin
- 1989: Ashley Benson, US-amerikanische Schauspielerin und Model
- 1989: Lawrence Visser, belgischer Fußballschiedsrichter
- 1990: Fabian Rießle, deutscher Nordischer Kombinierer
- 1991: Tijan Njie, deutscher Schauspieler
- 1992: Sven Bensmann, deutscher Komiker und Musiker
- 1992: Mikkel Mac, dänischer Automobilrennfahrer
- 1992: Bridgit Mendler, US-amerikanische Schauspielerin und Sängerin
- 1993: Valtònyc, spanischer Rapper
- 1994: slowthai, britischer Rapper
- 1995: Irina Lützelschwab, schweizerische Mountainbikerin
- 1995: Mads Pedersen, dänischer Radrennfahrer
- 1996: Connor Wilson, südafrikanischer Skirennläufer
- 1998: Stephan Ambrosius, deutsch-ghanaischer Fußballspieler
- 1998: Silas Gnaka, ivorischer Fußballspieler
- 1999: Niko Kytösaho, finnischer Skispringer

### 21. Jahrhundert
- 2001: Reece Devine, englischer Fußballspieler
- 2001: Billie Eilish, US-amerikanische Singer-Songwriterin
- 2003: Saskia Schirmer, deutsche Rennrodlerin
- 2004: Jonas Ried, deutscher Automobilrennfahrer

## Gestorben

### Vor dem 16. Jahrhundert
- 0253: Victoria von Rom, frühchristliche Märtyrin
- 0301: Gatianus, Bischof von Tours
- 0761: Wunibald, Heiliger und Abt von Heidenheim
- 1133: Hildebert von Lavardin, Autor des lateinischen Mittelalters
- 1199: Engelbert von Brabant, Bischof von Olmütz
- 1201: Boleslaw I., Herzog von Schlesien
- 1215: Philipp von Ratzeburg, Bischof in Ratzeburg
- 1226: Benedict of Sawston, Bischof von Rochester
- 1249: Konrad II. von Riesenberg, Bischof von Hildesheim
- 1290: Hermann I. von Henneberg, Graf von Henneberg
- 1290: Magnus I., König von Schweden
- 1316: Gilbert Seagrave, Bischof von London
- 1325: al-ʿAllāma al-Hillī, schiitischer Theologe
- 1332: Gerlach von Erbach, Bischof von Worms
- 1350: Heinrich II., Vogt und Herr von Plauen und Herr zu Greiz
- 1399: Eckart von Pernegg, Bischof von Chiemsee
- 1415: Louis de Valois, Dauphin von Viennois
- 1420: Şeyḫ Bedreddīn bin Ḳāḍı Simavna, osmanischer Rechtsgelehrter, Sufi und Rebell
- 1442: Pierre Cauchon, französischer Bischof von Beauvais, Inquisitor
- 1495: Alfons II., König von Neapel

### 16. bis 18. Jahrhundert

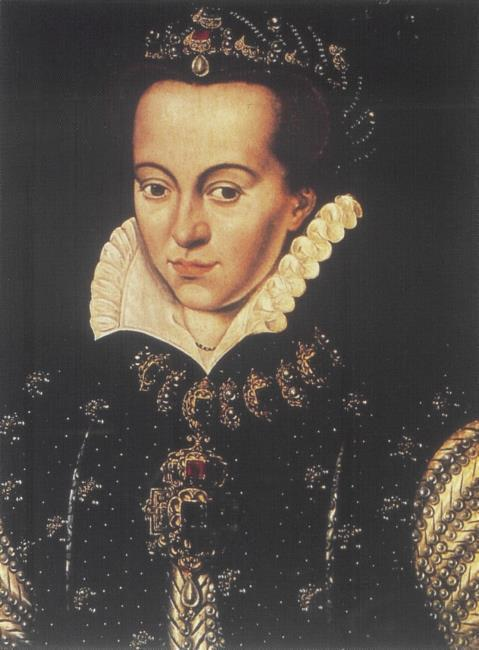
Anna von Sachsen († 1577)

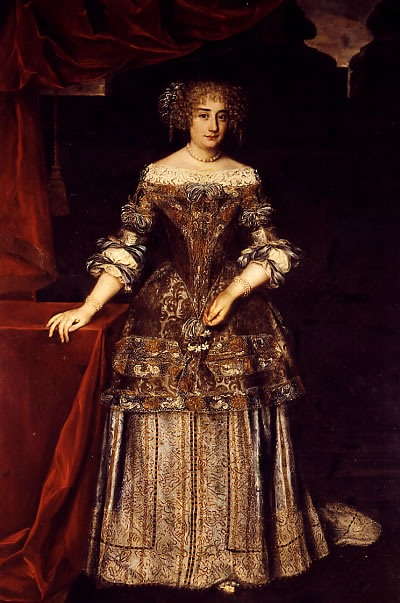
Olimpia Aldobrandini († 1681)

- 1538: Filippo Strozzi der Jüngere, italienischer Politiker
- 1577: Anna von Sachsen, Tochter des Kurfürsten Moritz von Sachsen
- 1597: Barbara Blomberg, Geliebte Karl V. und Mutter von Don Juan de Austria
- 1623: Anna Neumann von Wasserleonburg, eine der reichsten und mächtigsten Frauen Innerösterreichs
- 1631: Pietro Durazzo, Doge der Republik Genua
- 1633: Theodor Galle, niederländischer Kupferstecher (Begräbnisdatum)
- 1638: Père Joseph, französischer Kapuziner und Berater Kardinal Richelieus
- 1645: Nur Jahan, Gemahlin des 4. Großmoguln Jahangir
- 1680: Josiah Winslow, Gouverneur der englischen Plymouth Colony
- 1681: Olimpia Aldobrandini, römische Adelige
- 1692: Veit Ludwig von Seckendorff, deutscher Gelehrter und Staatsmann
- 1701: Wilhelm von Brandt, preußischer Generalleutnant
- 1713: Friedrich Heinrich, Herzog von Sachsen-Zeitz-Pegau-Neustadt
- 1714: César d’Estrées, französischer Kleriker und Diplomat
- 1716: Jan van Cleef, niederländischer Maler
- 1716: Thomas von Wickede, Lübecker Bürgermeister
- 1726: Georg Wilhelm, Markgraf des fränkischen Fürstentums Bayreuth
- 1733: Gaetano Casanova, italienischer Tänzer und Schauspieler, mutmaßlicher Vater Giacomo Casanovas
- 1737: Antonio Stradivari, italienischer Geigenbaumeister
- 1738: Johann Gottfried von Cocceji, deutscher Verwaltungsjurist
- 1742: Adam Friedrich Zürner, deutscher Kartograf
- 1751: Kilian Ignaz Dientzenhofer, böhmischer Baumeister des Barock
- 1759: François de Franquetot, duc de Coigny, Marschall von Frankreich
- 1785: Giuseppe Allegranza, italienischer Dominikaner und Historiker
- 1798: Michael Johann von Wallis, österreichischer Feldmarschall und Hofkriegsratspräsident

### 19. Jahrhundert

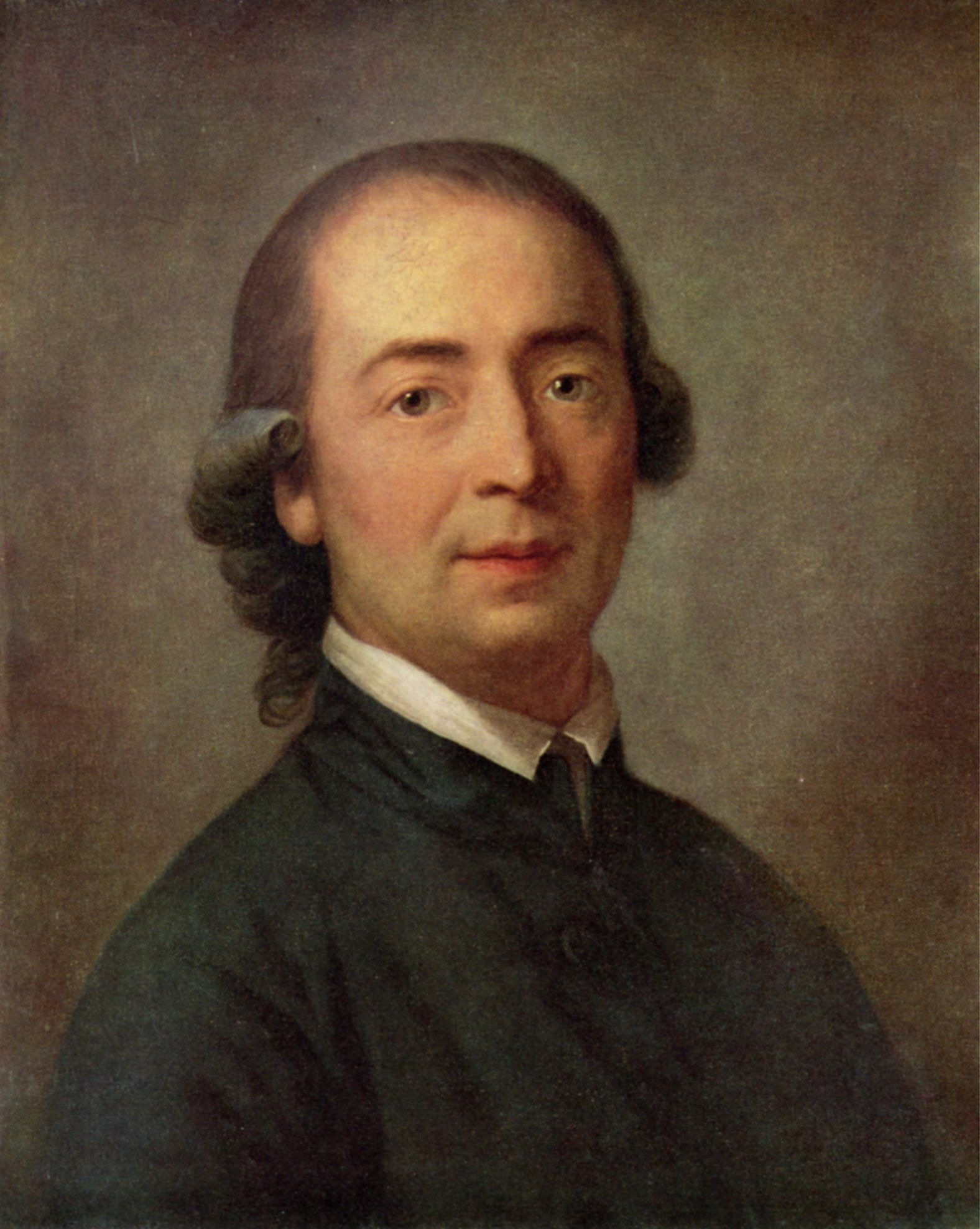
Johann Gottfried von Herder († 1803)

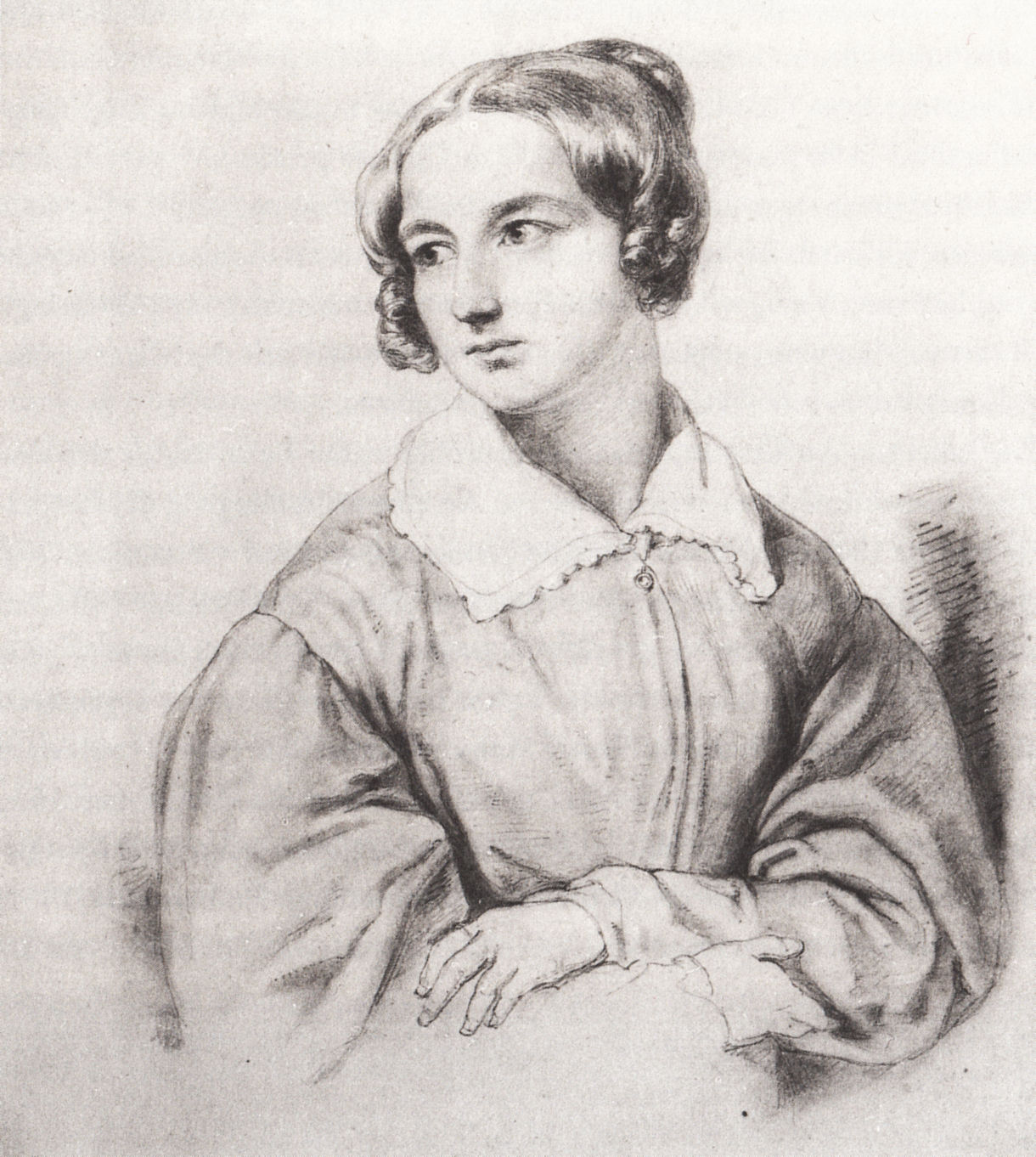
Luise Hensel († 1876)

- 1803: Johann Gottfried von Herder, deutscher Schriftsteller, Philosoph und Theologe
- 1810: Johann Gabriel Arnauld de la Perière, preußischer Generalmajor
- 1826: Friedrich August Walter, deutscher Mediziner
- 1832: Philip Freneau, US-amerikanischer Dichter
- 1835: Friedrich Starke, deutscher Hornist, Kapellmeister und Komponist
- 1836: Sophie Eleonore Friederike von Schleswig-Holstein-Sonderburg-Augustenburg, dänisch-deutsche Miniaturmalerin
- 1841: Josef Derossi, österreichischer Schauspieler
- 1842: Giuseppina Negrelli, Welschtiroler Patriotin und Freiheitskämpferin
- 1842: Giuseppe Nicolini, italienischer Opernkomponist
- 1844: Heinrich Stölzel, deutscher Musiker
- 1861: Ernst Gebhard Salomon Anschütz, deutscher Lehrer, Organist, Dichter und Komponist
- 1865: Thomas Corwin, US-amerikanischer Politiker, Mitglied des Repräsentantenhauses, Gouverneur von Ohio, Senator, Finanzminister
- 1865: Francisco Manuel da Silva, brasilianischer Komponist
- 1867: Ferdinand Deycks, deutscher Altphilologe
- 1875: Sebastián Ágreda, bolivianischer General und Politiker, Staatspräsident
- 1876: Luise Hensel, deutsche Dichterin
- 1877: Philipp Veit, deutscher Maler
- 1878: Michael Anthony Anfossi, indischer Titularbischof und Apostolischer Vikar
- 1878: Heinrich Proch, österreichischer Komponist
- 1878: Philipp Wirth, deutscher Maler und Fotograf
- 1879: Johann Jakob Stehlin der Ältere, Schweizer Politiker, Nationalrat
- 1884: Hermann von Abendroth, sächsischer Politiker, MdL
- 1884: Leopold Schoeller, deutscher Unternehmer, Gründer des Teppichkontors Düren
- 1889: Wilhelm von Giesebrecht, deutscher Historiker
- 1895: Nils Posse, schwedischer Sportpädagoge

### 20. Jahrhundert

#### 1901–1975
- 1902: Anton Thraen, deutscher Astronom
- 1903: Oskar von Arnim-Kröchlendorff, deutscher Politiker, MdL, MdR
- 1909: Florian Kindle, liechtensteinischer Komponist und Priester
- 1911: Jean-Baptiste Édouard Bornet, französischer Botaniker
- 1913ː Louise Blanchard Bethune, US-amerikanische Architektin, erstes weibliches Mitglied des American Institute of Architects
- 1913: Emil Rohde, deutscher Theaterschauspieler
- 1914: Cherubine Willimann, Generalsuperiorin in Koblenz
- 1918: Carl Immanuel Philipp Hesse, deutsch-baltischer Pastor, evangelischer Märtyrer in Estland
- 1918: Henryk Jarecki, polnischer Komponist, Dirigent und Musikpädagoge
- 1919: Horatio Parker, US-amerikanischer Komponist
- 1919: Georg Wentzel, deutscher Altphilologe
- 1922: Otto Nägeli, Schweizer Mediziner, Heimatforscher und Mundartautor
- 1923: Alfred Aubert, Schweizer Politiker
- 1929: Dietrich Behrens, deutscher Romanist
- 1932: Eduard Bernstein, sozialdemokratischer Theoretiker und Politiker, MdR
- 1933: Harry Puder, deutscher Offizier, Kommandeur der Kaiserlichen Schutztruppe für Kamerun
- 1937: Henri Berguer, Schweizer evangelischer Geistlicher
- 1942: Antonio Riva, Schweizer Jurist und Politiker
- 1943: Alfred Roßner, deutscher Unternehmer, Gerechter unter den Völkern
- 1943ː Clara Russo, deutsche Opernsängerin, Holocaust-Opfer
- 1943: Lotte Spira, deutsche Schauspielerin
- 1948: Charles Bennett, britischer Leichtathlet, Olympiasieger
- 1948: William Arms Fisher, US-amerikanischer Komponist, Musikhistoriker und -verleger
- 1949: Sem Benelli, italienischer Dramatiker
- 1951: Paul Appenzeller, Schweizer Mundartautor
- 1951: André Durieux, kanadischer Geiger, Dirigent und Musikpädagoge
- 1951: Jean Saint-Pierre, französischer Geistlicher und römisch-katholischer Weihbischof in Karthago
- 1956: Pedro Luna, chilenischer Maler
- 1957: Əyyub Abbasov, aserbaidschanischer Schriftsteller
- 1957: Wilhelm Petersen, deutscher Komponist
- 1959: Wilhelm Schomburgk, deutscher Jurist und Bankier
- 1961: Samuel Washington Arnold, US-amerikanischer Politiker, Mitglied des Repräsentantenhauses
- 1961: Felix Rütten, deutscher römisch-katholischer Priester, Historiker und Lehrer
- 1961: Albert Schädelin, Schweizer evangelischer Geistlicher und Hochschullehrer
- 1963: Winfried Zillig, deutscher Komponist, Musiktheoretiker und Dirigent
- 1966: Filippo Pascucci, italienischer Fußballtrainer
- 1966: Albert Salomon, deutsch-amerikanischer Soziologe
- 1967: Curt Protze, deutscher Kapellmeister, Organist und Komponist
- 1971: Bobby Jones, US-amerikanischer Golfer
- 1971: Diana Lynn, US-amerikanische Schauspielerin und Pianistin
- 1972: Neilia Hunter Biden, US-amerikanische Lehrerin und erste Ehefrau Joe Bidens
- 1974: Edmond Luguet, französischer Radrennfahrer
- 1975: Earle G. Wheeler, US-amerikanischer General, Chief of Staff of the Army, Chairman of the Joint Chiefs of Staff

#### 1976–2000
- 1977: James Bowes-Lyon, britischer Offizier
- 1977: Marriner S. Eccles, US-amerikanischer Unternehmer, Vorsitzender des Federal Reserve Boards
- 1978: Alexander Alexandrowitsch Archangelski, sowjetischer Flugzeugkonstrukteur
- 1980: Conrad Ahlers, deutscher Journalist und Politiker, MdB, Regierungssprecher
- 1980: Alexei Nikolajewitsch Kossygin, sowjetischer Politiker, Ministerpräsident
- 1982: Waldemar Åhlén, schwedischer Organist, Musikpädagoge und Komponist
- 1982: Willi Multhaup, deutscher Fußballtrainer
- 1982: Hans-Ulrich Rudel, deutscher Pilot
- 1984: Feike Pieter Asma, niederländischer Organist, Dirigent und Komponist
- 1984: Rudolf Platte, deutscher Schauspieler
- 1984: Gebhard Seelos, deutscher Diplomat und Politiker, MdL, MdB
- 1985: Leonhard Mahlein, deutscher Gewerkschafter
- 1986: George Amy, US-amerikanischer Filmeditor
- 1988: Milt Gantenbein, US-amerikanischer American-Football-Spieler
- 1989: Bobby Capó, puerto-ricanischer Sänger und Komponist
- 1989: Hans Helmut Dickow, deutscher Schauspieler
- 1989: Ruth Nossenheim, dänisch-deutsche Malerin und Bildhauerin
- 1990: Paul Tortelier, französischer Cellist
- 1991: George Abecassis, britischer Automobilrennfahrer
- 1991: King Kolax, US-amerikanischer Jazztrompeter

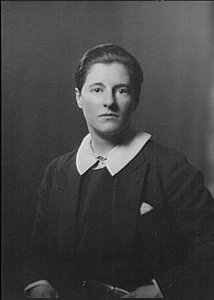
Marion Carstairs († 1993)

- 1991: Joey Smallwood, kanadischer Politiker, Premierminister von Neufundland
- 1992: Antonio Amurri, italienischer Schriftsteller und Humorist
- 1993: Joe Carstairs, britische Unternehmerin, gesellschaftliche Persönlichkeit und Motorbootrennfahrerin
- 1993: Helm Glöckler, deutscher Automobilrennfahrer
- 1994: Roger Apéry, griechisch-französischer Mathematiker
- 1994: Henry Banks, US-amerikanischer Automobilrennfahrer
- 1994: Don Fedderson, US-amerikanischer Fernsehproduzent
- 1995: Josef Aschauer, deutscher Bergsteiger, Bergretter, Skifahrer und Skispringer

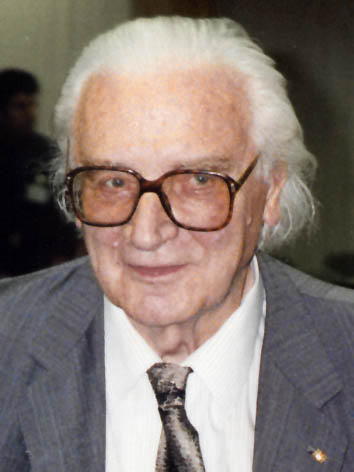
Konrad Zuse († 1995)

- 1995: Konrad Zuse, deutscher Erfinder, Wissenschaftler, Konstrukteur und Computerpionier
- 1996: Robert Nessler, österreichischer Komponist, Dirigent und Musikpädagoge
- 1997: Chris Farley, US-amerikanischer Schauspieler und Komödiant
- 1998: Mykola Dremljuha, ukrainischer Komponist und Hochschullehrer
- 1998: Max Wehrli, Schweizer Germanist und Literaturhistoriker
- 1999: Hans Ernst Schneider, deutscher Literaturwissenschaftler
- 2000: Kirsty MacColl, britische Musikerin

### 21. Jahrhundert
- 2001: Gilbert Bécaud, französischer Chansonnier
- 2001: Marcel Mule, französischer Saxophonist und Komponist
- 2003: Charles Berlitz, US-amerikanischer Schriftsteller
- 2003: Pierre Daignault, kanadischer Schauspieler, Folksänger und Schriftsteller
- 2004: Walentin Brylejew, sowjetischer bzw. russischer Schauspieler und Synchronsprecher
- 2004: Vijay Samuel Hazare, indischer Cricketspieler
- 2004: Takamatsu Kikuko, japanische Prinzessin
- 2004: Albert Nordengen, norwegischer Politiker, Bürgermeister von Oslo
- 2004: Peter Palitzsch, Theaterregisseur und Intendant
- 2004: Anthony Sampson, britischer Journalist und Schriftsteller
- 2006: Joseph Barbera, US-amerikanischer Zeichentrickfilmer und Produzent
- 2006: Stefan Hentschel, deutscher Zuhälter und Boxer
- 2006: Mavor Moore, kanadischer Autor, Librettist, Komponist, Musikkritiker und -pädagoge, Regisseur und Produzent
- 2007: Conny Gasser, Schweizer Zirkusdirektor
- 2008: Majel Barrett-Roddenberry, US-amerikanische Schauspielerin
- 2008: Mark Felt, US-amerikanischer FBI-Agent
- 2008: Claus Grimm, deutscher Jurist, Vizepräsident des Bundesfinanzhofes
- 2009: Connie Hines, US-amerikanische Schauspielerin
- 2009: Jacqueline Laurent, französische Schauspielerin
- 2010: Wilhelm Abb, deutscher Geodät und Verwaltungsbeamter
- 2010: Rudolf Ahlswede, deutscher Mathematiker
- 2010: Ernst Engelberg, deutscher Historiker und Hochschullehrer
- 2010: Jacqueline de Romilly, französische Philologin, Mitglied der Académie française
- 2011: Doe Avedon, US-amerikanische Schauspielerin
- 2011: Diego Febles, puerto-ricanischer Automobilrennfahrer

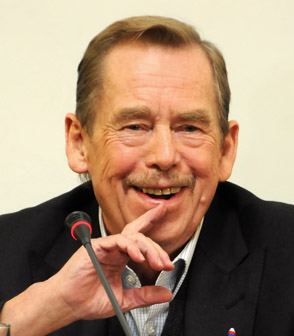
Václav Havel († 2011)

- 2011: Václav Havel, tschechischer Schriftsteller, Menschenrechtler und Politiker, Staatspräsident
- 2011: Karl Hoffmann, deutscher Brigadegeneral
- 2013: Ronald Biggs, britischer Postzugräuber
- 2013: Elisabeth Dörler, österreichische Theologin, Mitglied in einem katholischen Säkularinstitut
- 2014: Virna Lisi, italienische Schauspielerin
- 2015: Vittore Gottardi, Schweizer Fußballspieler
- 2016: Zsa Zsa Gabor, ungarisch-US-amerikanische Schauspielerin
- 2017: Kim Jonghyun, südkoreanischer Sänger
- 2017: Josef Pešice, tschechischer Fußballspieler und -trainer
- 2018: David C. H. Austin, britischer Rosenzüchter
- 2019: Claudine Auger, französische Schauspielerin
- 2020: Charles Brooker, kanadischer Eishockeyspieler
- 2020ː Sieglinde Hamacher, deutsche Filmemacherin und Animatorin
- 2020: Òscar Ribas Reig, andorranischer Politiker
- 2021: Ladislav Falta, tschechoslowakischer Sportschütze
- 2021: Richard Rogers, britischer Architekt
- 2022: Wim Henderickx, belgischer Komponist
- 2022: Pierre Kröger, deutscher Maler und Grafiker
- 2023ː Gitta Nickel, deutsche Filmregisseurin
- 2024ː Sigrid Kehl, deutsche Opernsängerin
- 2024: Klaus Wolfermann, deutscher Leichtathlet

## Feier- und Gedenktage
- Nationalfeiertage
  - Nationalfeiertag von Katar
- Kirchliche Gedenktage
  - Hl. Wunibald, angelsächsischer Glaubensbote in Franken, Abt in Heidenheim (evangelisch, katholisch, orthodox)
  - Hl. Willibald von Eichstätt, angelsächsischer Bischof und Glaubensbote im heutigen Deutschland (evangelisch, der katholische Gedenktag ist am 7. Juli)
  - Hl. Gatianus, Bischof (katholisch)
  - Mariä Erwartung (katholisch)
- Namenstage
  - Samantha
- Gedenktage internationaler Organisationen
  - Internationaler Tag der Migranten (UNO) (seit 2000)

Weitere Einträge enthält die Liste von Gedenk- und Aktionstagen.